# 광역급행버스
광역급행버스(영어: Metropolitan Bus,M버스)는 대한민국 국토교통부가 관리감독하는 노선버스 운행체계이다.

## 운임 체계
본래 운수회사가 소유한 면허 차적 지역의 광역버스, 직행좌석버스 운임을 징수하였으나, 2012년 10월 27일부터 이동거리에 따른 구간운임제를 시행한다. 다만 환승 이용시 총 운임의 합은 변하지 않는다. 또한 교통카드 단말기는 해당 자치단체 단말기를 사용하는 것을 원칙으로 한다.
| 종류 | 나이                    | 카드 (원)     | 현금 (원) |
| ---- | ----------------------- | ------------- | --------- |
| 요금 | 어른 (만 19세 이상)     | 2,800(2300)   | 2,900     |
| 요금 | 청소년 (만 13세 ~ 18세) | 2,000 (1,600) | 2,100     |
| 요금 | 어린이 (만 7세 ~ 12세)  | 1,600 (1,300) | 1,600     |

- 요금표에서 ()안은 조조할인이다.

1. 국토교통부 광역급행버스를 포함한 서울특별시와 경기도에서 시내버스와 지하철 운임은 이동거리에 비례하여 운임을 부과하는 수도권 대중교통 통합운임제의 적용을 받으며, 환승할인혜택도 이 기준에 맞추어 적용된다.
2. 교통카드에 한하여 최초로 탑승한 이동수단을 포함하여 5번까지 환승할 수 있다.
3. 개통 후 해당 개통 노선의 시범운행 기간 3개월 동안은 해당 면허 차적의 광역버스, 직행좌석버스 운임 체계를 적용 이후 위의 기점별 운임 체계로 바뀌었다가 통합 운임으로 적용한다.

## 권역 체계
서울특별시의 시내버스와 대부분 같은 권역 체계를 사용한다. 차이점이 있다면 서울특별시 도심 지역(종로구, 중구, 용산구)이 0권역이 아닌 1권역으로 분류되어 있다.
| 구분  | 주요 지역 |
| ----- | --- |
| 1권역 | 서울특별시 중구, 종로구, 용산구, 성북구, 강북구, 도봉구, 노원구, 경기도 양주시, 의정부시, 동두천시, 포천시, 연천군 |
| 2권역 | 서울특별시 성동구, 광진구, 동대문구, 중랑구, 경기도 구리시, 남양주시, 가평군, 양평군                               |
| 3권역 | 서울특별시 송파구, 강동구, 경기도 광주시, 하남시, 이천시, 여주시                                                   |
| 4권역 | 서울특별시 서초구, 강남구, 경기도 성남시, 용인시, 안성시                                                           |
| 5권역 | 서울특별시 금천구, 동작구, 관악구 경기도 안양시, 군포시, 의왕시, 안산시, 과천시, 수원시, 오산시, 평택시, 화성시    |
| 6권역 | 서울특별시 양천구, 강서구, 구로구, 영등포구, 인천광역시, 경기도 김포시, 부천시, 광명시, 시흥시                     |
| 7권역 | 서울특별시 은평구, 서대문구, 마포구, 경기도 고양시, 파주시                                                         |

## 관련 규정

### 노선 입찰
국토교통부가 입찰 공고를 내면 각 운수회사가 해당 규정에 맞추어 입찰을 실시하고 국토교통부가 이를 심사한 후 사업자를 지정하는 방식이다. 초창기에는 한 회사에 최대 2개 노선까지만 입찰이 가능했으나, 이후 노선 수 제한을 폐지하였다.

### 차량 반입
운행노선 개통시 3년 이내에 반입되는 차량에 여성 전용 좌석, 노약자 전용 좌석을 의무적으로 설치해야 한다. 그 외에는 업체 재량에 따라 차량 옵션/제조사 등을 설정하여 반입하며, 운수회사들이 국토교통부로부터 입찰 시 가산점을 받기 위해 공기청정기, 오버항시트, 휴대폰충전기, DMB TV, 잡지책, 인터넷 좌석, 와이파이등을 설치하기도 한다.
차량 초기 출고시 압축천연가스를 연료로 시용하는 차종이어야하며, 좌석 수는 39석, 45석 이 두가지 중에서만 선택해야 한다. 중간문 없이 반입하는 경우에는 45석을, 중간문을 설치하고 반입하는 경우에는 39석을 각각 의무적으로 반입한다. 단 일부 중간문이 설치되어 있는 차량은 기존 중간문 자리에 좌석을 설치하는 개조를 하고 있다. 2층버스의 경우에는 좌석 수 제한은 없으나 외산 디젤 2층버스 차량은 DPF 장착을 해야한다.

### 정류장
본래 정류소 수를 편도 기준 8개 이내로 기·종점에서 5 km 이내에만 각각 4개씩 두었으나, 2011년 7월 6일 부로 편도 기준 12개 이내로 기·종점에서 7.5 km 이내에 각각 6개까지 두는 것으로 변경되었다.

### 승객 탑승
버스 앞쪽에 남은 좌석을 표시하는 전광판이 부착되어 좌석이 없을 경우 무정차 통과하는 것이 규정이다. 또한 절대적으로 입석을 금지하는데, 암묵적으로 운수회사 재량으로 일부 노선에 한해서 입석을 불법적으로 받고 있다.

## 노선 선정 및 세부 사항

### 1차 선정 노선
| 노선 번호 | 운행 업체  | 운행구간            | 운행구간 | 운행구간     | 기점부 정류장                                              | 무정차 구간                                                                            | 종점부 정류장                                                   | 배차 간격 (분) | 차적            | 신설 일자        | 기타 사항                                                        |
| --------- | ---------- | ------------------- | -------- | ------------ | ---------------------------------------------------------- | -------------------------------------------------------------------------------------- | --------------------------------------------------------------- | -------------- | --------------- | ---------------- | ---------------------------------------------------------------- |
| M4101     | 경기고속   | 광교상현 (수지)     | ↔        | 숭례문       | 지역난방공사 현대성우A 현대1차A 현대홈타운 머내            | 대왕판교로 경부고속도로 한남대교                                                       | 서울백병원 을지로입구역 북창동                                  | 5~15           | 경기도 광주시   | 2008년 9월 20일  | 2009. 08. 10 번호 변경                                           |
| M4102     | 경기고속   | 성남 (미금역)       | ↔        | 숭례문       | 정자역 서현역 이매촌 한신A                                 | 경부고속도로 한남대교                                                                  | 서울백병원 을지로입구역 북창동                                  | 6~15           | 경기도 광주시   | 2009년 10월 17일 |                                                                  |
| M4403     | 대원고속   | 동탄 (메타폴리스)   | ↔        | 강남역       | 월드반도A 서해·쌍용A 다은마을 메타폴리스 한빛마을 예당마을 | 경부고속도로                                                                           | 신논현역 양재역 양재시민의숲역                                  | 7~15           | 경기도 광주시   | 2009년 8월 10일  |                                                                  |
| M2104     | 대원운수   | 남양주 (평내동)     | ↔        | 동대문역     | 평내농협 장내마을 금곡동구종점 (구) 금곡역                 | 경춘로 망우로                                                                          | 청량리역 제기동역 신설동역                                      |                | 경기도 남양주시 | 2009년 8월 10일  | 2010년 11월 15일 직행좌석버스 766번으로 전환 2011년 3월 2일 폐선 |
| M6405     | 신동아교통 | 인천 (송도국제도시) | ↔        | 강남역       | 웰카운티 센트럴파크역 GS자이 풍림A 한진A                   | 제3경인고속화도로 서울외곽순환고속도로 과천봉담도시고속화도로 과천우면산도시고속화도로 | 선바위역 서초아트자이 서초역 교대역 우성A 양재역 양재시민의숲역 | 8~18           | 인천광역시      | 2009년 8월 10일  | 2010년 10월 22일 A/B노선 분리                                    |
| M7106     | 가온누리엠 | 고양 (대화역)       | ↔        | 서울역 (YTN) | 주엽역 강선마을 일산동구청 마두역 백석역                   | 중앙로 수색로 성산로 (중앙차로)                                                        | 연세대학교 이대후문 광화문역 신한은행 서대문역                  | 3~10           | 경기도 고양시   | 2009년 8월 10일  | 2023년 12월 31일 폐선                                            |

#### M4101
이 노선은 기존의 간선급행버스 노선이었던 8200번을 서울역 버스 환승센터 미경유, 한남동 무정차 통과 노선으로 변경한 노선이다.
- 공급 문제 : 입석승차가 가능한 간선급행버스 8200번이 지정좌석승차제인 M4101번으로 변경되면서 공급량이 이전보다 줄어들었다.[2]

- 연료 충전 : 2012년 4월 이전에 광교신도시 차고지 내에 천연가스 충전소가 설치되어 있지 않았었다.[l] 그로 인해 오리역 부근에 위치한 구미동 차고지에서 가스 충전을 하였고, 충전소행 차량은 승객을 탑승시키지 않았다. 현재는 광교신도시 차고지 내에 천연가스 충전소가 완공되어 구미동 차고지까지 이동하지 않는다.

- 동천동 추가 경유 : 2011년 10월 5일, 수지지구 버스 노선 개편에 따라 동천동을 경유하던 서울역, 광화문역 방향의 직행좌석버스 5500-2번 노선이 용인서울고속도로 경유로 변경되면서 동천동에서 서울역 방향으로 운행하는 버스 노선이 감소함에 따라, 동천동 현대홈타운 2차 정류장에 2011년 11월 4일부터 추가로 정차하게 되었다.

- 차고지 CNG충전과, 주박을 위해 기점인 지역난방공사부터 광교신도시 차고지까지 공차 회송을 한다. 과거에는 흥덕지구를 경유하는 방식으로 공차회송을 했으나, 광교신도시 내부 도로가 완공되면서 흥덕지구를 경유하지 않는다. 이때는 승객을 탑승시키지 않는다.

- 상현역 추가 경우 : 2018년 8월 6일부터 상현역으로 연장되었다.

#### M4102
- 사업자 관련 문제 : 원래 이 노선은 서울특별시 업체인 동성교통이 선정되었으나 자사 광역버스 9401번 수익 감소를 우려해 사업을 포기하였다. 이후 재공모를 통해 경기고속이 선정되어 운행하게 되었다.

#### M4403
- 정류소 차이 및 민원 문제에 대한 사례  : 원래 M4403번의 동탄신도시 정류장은 월드반도아파트, 다은마을, 메타폴리스, 한빛마을인데 M4108번 개통으로 인해 M4403번과 정류장 차이 문제가 생기면서 민원 문제가 많아졌다. 원래 이 노선의 정류장을 M4108번 개통 당일 월드반도아파트, 서해쌍용아파트, 메타폴리스, 예당마을로 바꾸러 했으나 민원이 제기되어 취소되었기 때문이다.

- 정류소 추가 및 노선변경  : 기존 노선의 정류장은 월드반도아파트, 다은 마을, 메타폴리스, 한빛마을, 석우중학교였으나, 정류장 규정이 변경됨에 따라 상행은 서해아파트, 쌍용아파트, 예당마을에, 하행은 예당마을, 새강 주공 휴먼시아 아파트 단지에 추가로 정차하게 되었다.

- 직행좌석형 4403(2층버스) 운행 : 2017년 9월 28일 M4403번과 동일한 노선으로 직행좌석버스 4403번이 운행을 개시하였다. 이 2층버스 노선은 광역급행버스는 아니며, 차적도 M4403번의 광주시가 아닌 화성시로 차이가 있다.
- 전세차량  :자회사(KD 운송그룹)의 전세차량을 출퇴근 시간에 운행하였었고 4403 노선 신설과 보조노선 8501 노선의 수요 증가로 잠시 전세차량 운행을 중단했었다. 그러나 그래도 수요가 계속 증가하자 화성시 소규모 관광버스 업체에 전세차량 운행을 맡겼다.
- 보조노선이 가장 많은 노선 : 화성 동탄신도시에는 유독 KD의 강남역행 노선이 많은 편이다. 그래서 이 노선이 개설 될때에 큰 적자가 예상되었던 노선이었다. 다행이도 현재 이 노선의 수익은 M버스 중 3위 안에 들고, 보조노선들 또한 수익이 좋은 편이다. 보조노선으로는 같은 노선을 사용하는 4403, 교대역을 경유하는 8501, 병점에서 출발하는 1551, 동탄에서 출발하여 용인,수원을 거치는 1560 등이 있다.

#### M6405
- 차량 문제 : 초기 운행 당시 뒤로 젖히지 못하는 좌석으로 인해 잦은 민원을 받았으나, 중문 앞 좌석과 맨 뒷좌석을 제외한 전 좌석이 리클라이닝이 가능한 좌석으로 교체되었다.

- 민영제 노선이다.

- 정류장

1. 인천대학교 공과대학 정류장과 같은 비공식 정류소가 존재하였다. 이 노선의 차고지가 이 곳에 위치해 있으나, 정류장 수를 편도 기준 8개 이내로 기·종점에서 5 km 이내에만 각각 4개씩만 둘 수 있도록 한 규정으로 인해 정류장을 설치할 수 없었다. 하지만, 편의상 여객을 취급하였으며 이후 정류장 규정이 변경됨에 따라 정식 정류소로 인정받게 되었다.
2. 이 노선이 통과하는 곳에는 여러 개의 수요처가 존재하였으나 정류장 규정으로 인해 공식적으로 정차를 할 수 없었다. 비공식적으로 일부 지점에 대해 하차만 이루어졌으나 국토교통부 측에서 비인가 정류소의 승하차를 엄격하게 규제함으로써 승·하차 가 모두 불가능해지기도 하였다. 후에 노선을 분할하면서 이 문제를 해결하였다.
3. 셀트리온 정류장은 인천대학교 공과대학 방향으로 하차만 가능한데, 이는 정류소 제한문제로 인천대학교 방향으로만 정차가 가능하기 때문이다.
4. 노선 분할 이후 M6405B번 노선의 삼성아파트 - 연수구청 - 청학동 구간이 미인가 정류장였다는 것이 밝혀지면서 송도국제도시주민들과 인천대학교학생들의 반발을 샀다.

- 경로

1. M6405번이 노선 분할 조치된 이후에 한동안 A, B 노선 모두 선바위역을 경유하였으나 정차는 하지 않았다.
2. 제3경인고속화도로가 개통되기 이전에는 마지막 정류소로 이동할 때 제2경인고속도로 문학 나들목을 통과하였는데, 이는 남동 나들목을 이용하는 것보다 운행 거리가 길었으며, 유료도로인 문학터널을 통과하였다. 노선 분할 이후에는 A,B 노선 모두 더 이상 이 곳을 경유하지 않게 되었다.

- 노선 분할

1. 노선이 A, B 노선으로 분할되면서 차량이 9200번에 M6405차량이 들어가 있는데 반대로 인천광역시 광역버스 도색을 한 차량이 M6405번 B노선으로 투입되었는데, 차량 규격이 규정에 맞지가 않아 국토해양부가 시정 명령을 내려 차량이 규정에 맞게 9200번과 M6405번이 서로 교체되었다.
2. 동막역과 송도국제도시 사이에 제3경인고속화도로가 개통됨에 따라 기존 노선보다 더 빠르게 강남으로 접근할 수 있는 계기가 되었고, 이에 따른 조정을 할 필요가 생기어 2010년 10월 11일부터 노선을 A,B 노선으로 분할하게 되었다. 하지만 송도 주민, 인천대학교 학생들 입장에서는 분리 이후에도 배차간격이 개선되지 않은 것과 노선 분리로 엉뚱한 연수주택단지, 인하대학교 쪽에 혜택이 가게 되는 것에 반발하여 원래 노선으로 회귀할 것을 요구하였고 둘로 나뉘어 운행하는 것에 대해서 국토교통부에 민원을 여러차례 제기하였고, 인강여객이 이에 대해 '한 사람의 송도 주민의 이기심으로 인해 운영에 차질이 생겼다' 식으로 대응하는 반응을 보여 더욱 송도 주민들의 빈축을 샀다.
3. M6405A번 노선은 M6405번으로 환수 및 기점변경, M6405B번 노선은 광역버스 9201번으로 형간전환하면서 각각 정류소를 추가로 설치해 운행한다.

#### M7106
이 노선은 2009년 8월 10일에 개통했으며, 서울 신성교통이 운행했다. 개통 당시에는 서울특별시 차적으로 운행했으나, 증차 및 보조금 문제로 2012년 9월 21일에 신성교통 서울법인의 방계회사로 경기도 고양시 법인인 신성여객으로 이관했다. 이에 따라 경기도 면허로 전환되어 운행 중이다. 다만 신성운송그룹의 경영난으로 2014년 11월 13일에 신성여객이 가온누리엠에 노선을 매각했다.
- 연세대학교 정차 : 개통 초기에는 연세대학교 앞을 정차하지 않다가 2011년 1월 3일부터 일산 방향에 한하여 연세대학교 앞을 정차하게 되었으며 2011년 8월 4일부터 양방향 모두 연세대학교를 정차한다. 백석역, 일산동구청, 이화여자대학교 후문, 경찰청을 추가정차한다.

- 차량 증차문제 : 서울특별시 면허 운행 당시 본 노선은 면허권자가 국토교통부인 관계로 서울특별시의 준공영제 대상이 아니다. 서울특별시의 준공영제로 인한 순수증차 억제로 차량 확보가 어려워지면서 국토교통부의 조정으로 순수증차를 받게 되었다. 하지만 이후 추가증차 문제가 불거지면서 경기도 면허로 이관하였다.

### 2차 선정 노선
| 노선 번호 | 운행 업체 | 운행구간             | 운행구간 | 운행구간             | 기점부 정류장                                                         | 무정차 구간                                                                            | 종점부 정류장                                        | 배차 간격 (분) | 차적          | 신설 일자        | 기타 사항                                    |
| --------- | --------- | -------------------- | -------- | -------------------- | --------------------------------------------------------------------- | -------------------------------------------------------------------------------------- | ---------------------------------------------------- | -------------- | ------------- | ---------------- | -------------------------------------------- |
| M5107     | 경기고속  | 수원 (경희대입구)    | ↔        | 서울역 버스 환승센터 | 살구골 동아A 영통역 청명역, 황골 벽산A, 두진A                         | 경부고속도로 한남대교                                                                  | 서울백병원,평화방송 을지로입구역 시청역 명동국민은행 | 7~10           | 경기도 광주시 | 2010년 12월 13일 |                                              |
| M4108     | 대원고속  | 동탄 (메타폴리스)    | ↔        | 서울역 버스 환승센터 | 나루마을 솔빛마을 다은마을 메타폴리스 한빛마을 예당마을               | 경부고속도로 한남대교                                                                  | 서울백병원 을지로입구역 시청역 명동국민은행          | 7~15           | 경기도 광주시 | 2011년 2월 11일  | 경기도 직행좌석버스 4108과 동일노선          |
| M5609     | 경원여객  | 안산 (자유센터)      | ↔        | 여의도 버스 환승센터 | 스타프라자 월피동 부곡동 주민센터                                     | 수인산업도로 서해안고속도로 제2경인고속도로                                            | 구로디지털단지역 보라매역 대방역 여의도역            | 30~50          | 경기도 안산시 | 2011년 2월 21일  | 2016년 7월 15일 직행좌석버스 5609번으로 전환 |
| M6410     | 경원여객  | 인천 (한화·논현지구) | ↔        | 강남역               | 미추홀외고 한화9단지 한화 11.12단지 청능로4거리 논현11단지 월곶풍림A  | 제3경인고속화도로 서울외곽순환고속도로 과천봉담도시고속화도로 과천우면산도시고속화도로 | 서초역 교대역 강남역 양재역                          | 15~25          | 경기도 안산시 | 2011년 1월 31일  | 인천광역시 단말기 사용                       |
| M7111     | 신성교통  | 파주 (운정신도시)    | ↔        | 서울역 (YTN)         | 청암초교 운정광역보건지소 지산중학교 해솔 6.7단지 해솔 1단지 새암공원 | 제2자유로 수색로 성산로 (중앙차로)                                                     | 연세대학교 이대후문 광화문역 신한은행 시청역         | 5~15           | 경기도 파주시 | 2011년 1월 29일  |                                              |
| M7412     | 대원고속  | 고양 (중산동)        | ↔        | 강남역               | 해태쇼핑 정발산역 일산경찰서 마두역 백석역                            | 수도권제1순환고속도로 자유로 강변북로 올림픽대로 한남대교 행주대교                     | 신사역 논현역 신논현역                               | 8~14           | 경기도 광주시 | 2010년 11월 29일 | 2011. 9. 16 기점 연장                        |
| M7613     | 대원고속  | 고양 (중산동)        | ↔        | 여의도 (여의도역)    | 해태쇼핑 일산복음병원 풍산역 마두1동 행정복지센터 국립암센터 백석역   | 중앙로 수색로 성산로 (중앙차로) 서강대교                                               | 지하 신촌역 국회의사당역 여의나루역 순복음교회       |                | 경기도 광주시 | 2010년 11월 29일 | 2016년 5월 1일 운행 중단                     |

2010년 6월 국토해양부는 다음 10개 노선의 사업자를 모집하였으나 3개의 노선은 운송사업자가 없어 운행을 개시하지 못하였다.
- 수원(영통) ↔ 서울역 (M5107)
- 동탄 ↔ 서울역 (M4108)
- 양주(옥정·고읍) ↔ 잠실[n]
- 안산(단원구) ↔ 여의도 (M5609)
- 인천(남동구) ↔ 여의도
- 인천(논현지구) ↔ 강남 (M6410)
- 파주(운정) ↔ 서울역 (M7111)
- 고양(정발산) ↔ 강남역 (M7412)
- 고양(중산) ↔ 광화문
- 고양(중산) ↔ 여의도 (M7613)

#### M5107
영통 주민들의 서울 도심 노선 신설 요구로 신설되었다. 이전부터 신설요구가 지속적으로 있었고 지역구 국회의원 또한 공약으로 내세웠으나 시내버스 규정으로 인해 신설할 수 없었다.
- 공급 문제 : 영통 통근수요와 경희대학교 통학수요가 많아 증차를 하여도 공급이 부족한 상황이다.

- 경희대학교 교내 차량 탑승 문제 : 경희대학교 내에서는 모든 버스를 무료로 탑승할 수 있는데, 버스가 경희대학교를 벗어나게 되면 정문에서 모두 하차한 후 현금을 지불하거나 교통카드를 단말기에 접촉해야 한다.

- 연료 충전 : 경희대학교 차고지 내에 천연가스 충전소가 설치되어 있지 않아 영통회차장에서 충전을 하며, 충전소행 차량은 승객을 탑승시키지 않는다.

- 흥덕지구 진입 문제  : 경희대 차고지가 협소한 관계로, 경희대 차고지 소속 차량의 일부 경정비를 광교 차고지서 실시한다. 이로 인해 흥덕지구에 가끔 노선이 지나가지만, 정차하지는 않는다. 그러나 최근에는 기흥 영업소를 폐쇄하고 영통 영업소를 개설하여 경정비를 당담하여 현재는 광교 차고지까지 이동하지 않는다.

#### M4108
동탄신도시에 입주한 주민들의 도심행 노선 신설 요구로 광역급행버스 2기 사업에 이 노선을 포함시켰다. 기존 M4403번과의 정류소 차이로 인해 민원 제기가 많다.
- 정류소 추가 및 노선 변경 : 기존 노선의 정류장은 월드반도아파트, 다은마을, 메타폴리스, 예당마을이였으나, 정류장 규정이 변경됨에 따라 상행은 서해아파트, 쌍용아파트, 한빛마을에, 하행은 기존 예당마을, 메타폴리스, 다은마을, 신도 브래뉴아파트에서 한빛마을, 새강 주공 휴먼시아 아파트 단지에 추가로 정차하게 되었다.
- 직행좌석버스 4108: 대원고속의 계열사 화성여객에서 운행하는 경기도 직행좌석버스(빨간색)로 2층 차량 4대와 일반 차량 5대(실제 운행 차량은 2층 차량 3대, 일반 차량 1~2대)로 운행한다. 또한 출퇴근 시간대에 운행하는 서울고려관광 등의 관광전세차량 역시 M버스가 아닌 해당 노선으로 등록 되어있다

#### M5609
- 노선

1. 개통 당시 유사한 경로로 운행하는 좌석버스 5601번이 적자가 발생하기 때문에 낙찰을 받고도 운행에 난색을 표하였다.
2. 적자 폭을 줄이기 위해 경원여객이 공식적으로 발표한 7 ~ 15분의 배차 간격을 무시하고, 평일 30분 ~ 40분, 주말 60분에 한대씩 운행되고 있으며 낮에 수요가 적은 때에는 기존 시간표를 무시하고 차량을 빼는 경우도 있어 평일에는 최장 60분, 주말에는 90분 ~ 100분까지 배차 간격이 벌어졌다.
3. 관할관청의 인허가 없이, 경기도 직행좌석버스와 같은 붉은색 도색을 한 자일대우버스 FXII116 크루징에로우 차량과 현대자동차 에어로스페이스 LS 차량을 계속 정규배차하여 운행하였다.
4. 정류장 규정이 변경되었음에도 불구, 정식 인허가를 받지 않은 채 회차지[p]인 안산역 버스 환승정류장과 반월연립 정류소에서 비공식 승·하차를 하였다. 그러나 관할 관청의 지시[4]로 자유센터와 안산역 버스 환승정류장 사이 구간은 공차운행을 해야 했으며, 그럼에도 간혹 반월 연립 정류소에서는 임의 승·하차를 하는 경우가 드물게 있었다.
5. 2016년 7월 15일부로 경기도 직행좌석버스 5609번으로 형간 전환 되었다.

#### M6410
한화지구. 논현지구는 서울로 나가기 쉽지 않은 지역인데 근처 송도국제도시에서 M6405번을 통한 M버스의 개통효과가 인근의 한화·논현지구의 주민들에게 알려지면서 삼화고속 소속 시외버스 노선인 9900번 을 대신할 새로운 노선의 신설을 요구하였고, 국토교통부가 이를 받아들여 만들어진 노선이다.
- 면허

이 노선은 이중 면허로 등록되어있다. 노선운영면허는 인천광역시 남동구, 차량운영면허는 경기도 시흥시이다. 원래는 안산시 단원구 였으나 2023년 2월1일 변경되었다. 인천광역시 차적이므로 민영제이다.
- 노선

1. 본 노선의 운영업체가 경기도 안산시 버스 업체인 경원여객이며 운영 면허는 2023년 2월 이후로는 시흥시이다. 이 때문에 차고지가 오이도에 있으며, 이로 인해 인천광역시 ~ 오이도 구간의 공차거리가 존재한다.
2. 비공식적으로 월곶지구에 정차한 적이 있었으나 국토교통부의 시정명령으로 금지되었으며, 한화지구 / 논현지구 주민들은 고잔 요금소로 돌릴 민원을 준비 / 월곶 주민들의 강력한 요구와 정류장 규정의 변경으로 월곶 풍림아파트 상가앞에 정류장을 신설해 정차하고 있다.
3. 월곶지구에 정류장이 없을 당시 월곶지구에 정차하기 위해 승객이 없는 미추홀외국어고등학교 정류장을 삭제하였으며, 규정이 변경됨에 따라 월곶지구 주민들의 한화지구 정류장 삭제 및 논현 세개 / 월곶 세개를 주장, 한화지구 주민들은 정류소 6개를 말뚝박기를 주장하였으나 경원여객에서는 한화지구쪽의 미추홀외국어고등학교 정류장을 다시 부활시켰다.
4. 한화 에코메트로 9,10단지에 추가로 정류장을 신설하였다.

- 운임 및 교통카드 단말기, 세금 및 영업방해 문제: 경기도 업체가 이 노선을 운영하기 때문에 해당 면허 차적인 경기도 교통카드 단말기와 경기도 직행좌석버스 운임을 징수할 계획이였으나, 개통 이전에 일부 인천광역시 버스 업체들의 반발로 인해서 결국 인천광역시의 광역버스 운임으로 징수 및 인천광역시의 단말기를 사용해 운영하였다.이는 엄연한 관내 업체가 입찰을 하지 않고 타지 업체가 입찰했다고 지나치게 반발한 행동은 엄연한 영업방해에 해당된다.[r][5] 현재는 기점부 운임체계로 변경됨에 따라 인천광역시 기점부 운임을 징수했다가 통합운임을 징수한다.

#### M7111
- 차량 증차

1. 개통 초기에는 신성교통 (서울법인) 면허로 개통하였으나 서울시와 운송업체간 환승할인 손실금 지원 문제가 해결되지 않아 인가 대수를 정상적으로 운행하지 못했으나, 2011년 6월 경기법인(현재의 신성여객)으로 노선의 양도와 면허이관을 실시해 운송업체 환승할인 손실금 지원 문제를 해결하면서 차량을 증차하였다.
2. 배차간격은 출근시간대 8 ∼ 10분, 그 외 시간 12 ∼ 15분 간격으로 기존 배차간격을 2 ∼ 5분 단축하고, 운행횟수도 일일 총 84회로 기존 운행횟수 65회 보다 19회 증회 운행한다.

- 연세대학교 정차 : 개통 초기에는 연세대학교 앞을 정차하지 않았다가 2011년 2월 14일부터 운정 방향에 한하여 연세대학교 앞을 정차하게 되었으며 2011년 7월 15일부터 양 방향 모두 연세대학교를 정차한다.

- 이대후문 정차 : 2013년 12월 21일부터 이대후문 중앙차로 정류장에 양방향 정차한다.

- 행선지 표기 문제 : M7111번은 차고지가 교하지구 근처에 있어도 교하지구를 운행하지 않는데, 운행 초기 행선지를 '파주(교하)'로 표시하고 운행하였다. 운정 주민들의 행선지 표기 변경 요구로 지금은 행선지를 운정신도시로 표시하고 있다.

- 2층버스 운행 : 2015년 11월 M7111번과 노선이 동일한 직행좌석버스 7111번이 신설되었다. 2017년 3월 7111번에 2층버스가 도입되었으며, 2층버스 전용 노선이 된 이후로 노선 번호 또한 G7111번으로 변경되었다.

#### M7412
본래 고양시 소속의 한나라당 백성운 국회의원이 서울특별시 면허의 9712번 을 신설하려 하였으나, 차량 증차문제와 차량 확보 등 여러 가지 문제로 인한 개통지연으로 풍동지구, 식사지구 주민들이 9712번과 비슷한 노선을 신설을 요구하였으며, 국토교통부가 이를 받아들여 신설한 노선이다.
- 노선 : 2011년 9월 16일부터 기점을 일산경찰서에서 중산동 해태쇼핑으로 연장하였다.[6]

- 연료 충전 : 본 노선은 고양교통 차고지에 위치한 선진그룹 천연가스 충전소에서 충전을 실시하며, 충전소행 차량은 승객을 탑승시키지 않는다.

- 민영제 노선이다.

#### M7613
본 노선은 고양시와 전혀 연고가 없는 대원고속에서 운영한다.
- 노선

1. 처음에 부여받은 번호는 M7611번이었으나 대원고속측에서 임의로 M7613번으로 수정하였다.
2. 선진운수 소속 7613번 (갈현동 ~ 여의도) 노선과 비슷한 번호 외에는 아무런 관련이 없다. 두 노선이 모두 정차하는 정류소가 있어 혼동의 여지가 있었다.
3. 2011년 9월 16일부터 풍산역에서 중산동 해태쇼핑으로 기점을 연장하였다.
4. 본래 연세대학교와 국립암센터에 정차하지 않았으나, 정류소 규정 변경으로 정차하게 되었다.
5. 기존 샛강역, KBS 별관 경유에서 여의도순복음교회, 여의나루역 경유로 노선이 변경되었다.[6]

- 운행을 거듭할수록 감차가 이루어지어, 2016년 4월 29일 운행을 마지막으로 폐선하였다.

### 3차 선정 노선
| 노선 번호 | 운행 업체 | 운행구간               | 운행구간 | 운행구간            | 기점부 정류장                                                                 | 무정차 구간                                | 종점부 정류장                                     | 배차 간격 (분) | 차적          | 신설 일자        | 기타 사항                               |
| --------- | --------- | ---------------------- | -------- | ------------------- | ----------------------------------------------------------------------------- | ------------------------------------------ | ------------------------------------------------- | -------------- | ------------- | ---------------- | --------------------------------------- |
| M5414     | 대원고속  | 광교상현 (경기도청)    | ↔        | 강남역              | 상현역 광교60단지 경기도청 광교테크노밸리 경기대후문 광교한양수자인A          | 영동고속도로 경부고속도로 용인서울고속도로 | KCC 사옥 신논현역 뱅뱅사거리 양재역               | 15~20          | 경기도 광주시 | 2012년 4월 30일  | 2016년 10월 31일 운행 중단              |
| M5115     | 경기고속  | 광교상현 (경기도청)    | ↔        | 서울역 버스환승센터 | 상현역 광교60단지 경기도청 광교테크노밸리 경기대후문 광교한양수자인A          | 영동고속도로 경부고속도로 한남대교         | 중앙시네마 을지로입구역 신한은행 YTN 명동국민은행 | 8~12           | 경기도 광주시 | 2012년 4월 30일  |                                         |
| M2316     | 경기고속  | 남양주 (화도읍 차산리) | ↔        | 잠실역              | 이안A·청구A 신명A 마석역 중흥A 쉼터휴게소 천마산휴게소                        | 수석호평도시고속화도로 강변북로 잠실대교   | 잠실역                                            | 15~20          | 경기도 광주시 | 2012년 6월 8일   |                                         |
| M6117     | 김포운수  | 김포 (한강신도시)      | ↔        | 서울역 (우체국)     | 뉴고려병원 초당마을 가현초등학교 수정마을 풍경마을                            | 김포한강로 올림픽대로 양화대교             | 합정역 홍대입구역 현대백화점 신촌역 충정로역      | 12~25          | 경기도 김포시 | 2012년 5월 22일  |                                         |
| M6118     | 선진여객  | 인천 (청라국제도시)    | ↔        | 서울역 (우체국)     | 청라자이 가정오거리 효성1동 주민센터 작전역 홈플러스 작전점                   | 경인고속도로 국회대로 양화대교             | 합정역 홍대입구역 현대백화점 신촌역 이대입구역    | 15~20          | 인천광역시    | 2012년 4월 23일  | 2018년 4월 2일 광역버스 1800번으로 전환 |
| M7119     | 선진버스  | 고양 (식사동)          | ↔        | 서울역 (YTN)        | 위시티 3,4단지 위시티 입구 풍산역 백석역 마두역                               | 중앙로 수색로 성산로 (중앙차로)            | 연세대학교 이대후문 광화문역 신한은행 서대문역    | 12~25          | 경기도 고양시 | 2012년 11월 19일 |                                         |
| M5121     | 경기고속  | 수원 (영통구청)        | ↔        | 서울역 버스환승센터 | 삼성전자중앙문 금성아파트 KT동수원지사 소화초등학교 광교중앙역 광교테크노밸리 | 영동고속도로 경부고속도로 한남대교         | 을지로입구역 신한은행 YTN 명동국민은행            | 15~30          | 경기도 광주시 | 2013년 1월 10일  |                                         |
| M5422     | 대원고속  | 수원 (영통구청)        | ↔        | 강남역              | 삼성전자중앙문 금성아파트 KT동수원지사 소화초등학교 광교중앙역 광교테크노밸리 | 영동고속도로 경부고속도로 용인서울고속도로 | 신논현역 뱅뱅사거리 양재역                        | 15~30          | 경기도 광주시 | 2013년 1월 10일  |                                         |

2011년 9월 국토해양부는 다음 9개 노선의 사업자를 모집하였으나 3개의 노선은 운송사업자가 없어 운행을 개시하지 못하였다.
- 수원(광교) ↔ 강남역 (M5414)
- 수원(광교) ↔ 서울역 (M5115)
- 남양주(화도) ↔ 잠실역 (M2316)
- 남양주(진접) ↔ 서울역
- 인천(청라) ↔ 서울역 (M6118)
- 김포(한강) ↔ 강남
- 김포(한강) ↔ 서울역 (M6117)
- 고양(중산 식사) ↔ 서울역 (M7119)
- 파주(교하)-고양(가좌) ↔ 서울역

#### 3기 광역급행버스 개통 시기 연기
3차 광역급행버스 선정 노선들은 대부분 2012년 3월중으로 개통 예정이였으나 국토교통부가 차고지 건설 지연을 이유로 M2316번을 제외한 5개 노선의 개통시기를 4월 이후로 연기시켰다. M2316번은 최초 개통일에서 2주 지연된 2012년 3월 21일 개통 예정이였으나 간선급행버스 8002번 감차 문제로 또다시 개통이 지연되었다.

#### M5414
- 노선 광교 웰빙타운에서 M5414번 노선을 웰빙타운에 경유해 달라고 요구하여, 웰빙타운에 정차하는 형식으로 개통하였다.
- 차고지 CNG충전과 주박을 위해, 기점인 광교마을부터 광교신도시 차고지까지 공차 회송을 한다. 이때는 승객을 탑승시키지 않는다.
- 신분당선이 광교역까지 연장 개통하면서 수요가 급감함에 따라, 2016년 10월 31일 운행을 끝으로 폐선되었다.

#### M5115
- 노선 광교 웰빙타운에서 M5115번 노선을 웰빙타운에 경유해 달라고 요구하여, 웰빙타운에 정차하는 형식으로 개통하였다.
- 차고지 CNG충전과 주박을 위해, 기점인 광교마을부터 광교신도시 차고지까지 공차 회송을 한다. 이때는 승객을 탑승시키지 않는다.

#### M2316
- 업체 본 노선은 대원고속이 입찰하여 낙찰받았으나 경기운수로 1차 이관, 2차적으로 한번 더 경기고속으로 이관되었다
- 노선

1. 입찰 당시 남양주공업고등학교가 기점이였으나, 간선급행버스 8002번과의 노선 중복등의 이유로 차산리 기점으로 노선을 변경해달라는 일부 지역 주민들의 민원으로 차산리로 변경되었다.[10]
2. 평내동, 호평동 주민들이 평내호평역에 추가 정차를 요구하고 있다.[11]
3. 간선급행버스 8002번에 투입된 버스를 감차하여 개통 후 운행하려 했으나 지역 주민의 거센 반발로 협의점을 찾지 못하고 연기되다가 합의점을 이끌어내 2012년 6월 8일, 간선급행버스 8002번의 감차 없이 개통하였다.

#### M6117
- 업체 본 노선은 인천광역시 업체인 신동아교통이 입찰하여 낙찰받았으나 기점부 운임 징수및 환승 운임 정산의 사유로 인해 개통 과정에서 방계회사인 경기도 김포시 업체인 김포운수로 노선을 양도하였다. 민영제 노선이다.

- 노선 운행 업체에서 운영 수익 확보의 목적으로 애초 한강신도시의 입주민과 입주예정자의 기대 노선보다 추가된 정류장이 존재하는 노선으로 인가되었고, 당초 인가된 노선상의 정류장이 현재 LH공사의 필지 조성 공사로 인해 임시 변경되어 설치되었다. 그로 인해 임시 우회 노선상 존재하는 아파트 단지간 분쟁이 진행되고 있다. 또한 2층버스가 시범으로 운행하기도 한 노선이다.

- 민원인 실명 공개 문제 6월 26일 김포시에 본 운행노선의 한 이용고객이 안전 문제 등을 이유로 입석이 금지되어 있는데도 공공연하게 입석이 허용되고 있다며 행정 조치를 요구하는 비공개 민원을 제기했다. 그러나 민원을 올린 그 다음 날 운행 업체에서 운행 차량 출입구 주위에 민원인의 실명을 거론하며 민원에 따라 더 이상 입석을 불허한다는 내용의 공지문을 부착하였고, 민원인이 바로 항의하면서 공지문은 철거되었으나 이미 상당수의 이용고객이 해당 공지문을 본 이후였다. 운행 업체 측은 "입석을 허용하라는 주민 요구도 만만치 않은 상황에서 김포시의 지적을 받자, 우발적으로 벌인 일이다." 라고 해명했다.[12]

#### M6118
- 봉오대로 통과문제  본 노선은 최초 인가 당시 봉오대로(오정대로)를 지나는 것으로 되어있었으나 중앙버스전용차로 개통 문제로 인해 경인고속도로를 통해 합정역으로 진입하는 것으로 운행중이다. 향후 봉오대로 중앙버스전용차로 개통시 경인고속도로 구간을 폐지하고 봉오대로 중앙차로를 통과하여 올림픽대로 경유나 등촌역 버스 중앙차로 통과로 운행할 가능성이 있다. 그러나 광역급행버스의 규정을 벗어나는 경로로 인해 이 계획은 폐기되었다.
- 2018년 4월 2일부터 광역버스로 형간 전환이 되면서 1800번으로 변경되었다. 그와 동시에 청라복합환승센터 ~ 힐데스하임 구간이 연장되었다.

#### M7119
- 가스 보조금 문제 및 업체 본 노선은 인천광역시 시내버스 업체인 신동아교통에서 입찰하여 낙찰 했으나 당초 가스 보조금이 신동아교통에서 지급을 받아야 하지만 인천광역시 면허인 관계로 인천광역시측에서 보조금 지급이 어려워 졌다. 결국 간선버스 운영진인 선진그룹 운영진과 지선버스 운영진의 의논 끝에 경기도 고양시 면허 업체이자 자회사, 방계회사인 일산엠버스를 각 운영진별 50% 지분으로 설립하여 고양시와 환경부로부터 보조금을 받게 되었다. 따라서 일산엠버스에 대한 경영과 모든 운영에 대한 지시는 모회사, 방계회사인 신동아교통에서 지시한다. 최근 신동아교통의 계열사이자 실질적 관리회사였던 김포 선진버스에서 양수받아 운행 중이다.

- 무정차 구간 관련 현행 M7119 노선의 무정차구간이 최초 인가 당시에는 제2자유로를 통해 진입하였으나 명성운수 및 서울 신성교통, 신성운수, 경기 신성교통(현재의 신성여객)과의 경쟁의 이유를 들어 중앙로 - 수색로 구간 직통으로 변경하도록 승인받았다.

- 현재 민영제이나, 추후 준공영제로 전환될 예정이다.

#### M5121, M5422
- 노선 개통 관련 문제 이 노선은 삼성전자의 요구가 반영되어 국토교통부의 인가로 노선 분리로 개통하였으나 실제 운행 대수는 얼마 되지 않는 관계로 노선 분리로 인한 문제는 없다는 KD운송그룹의 답변이 있었다.

- 영업방해 관련 이 노선이 개통 당일 용남고속에서 반발해 자사 노선의 타격을 우려해 예비차량 및 정규차량 두대로 본 노선의 차량을 앞 뒤로 막아 시위를 하는 등 차량 운행 및 영업을 방해하였으나 경기고속에서 길막기를 무시하고 빠져나왔다.[13]

- 차고지 CNG충전과 주박을 위해, 기점인 영통구청부터 광교신도시 차고지까지 공차 회송을 한다. 이때는 승객을 탑승시키지 않는다.

### 4차 선정 노선
| 노선 번호 | 운행 업체 | 운행구간                  | 운행구간 | 운행구간 | 기점부 정류장                                                              | 무정차 구간                                                 | 종점부 정류장                                                | 배차 간격 (분) | 차적          | 신설 일자        | 기타 사항                                       |
| --------- | --------- | ------------------------- | -------- | -------- | -------------------------------------------------------------------------- | ----------------------------------------------------------- | ------------------------------------------------------------ | -------------- | ------------- | ---------------- | ----------------------------------------------- |
| M2323     | 경기고속  | 남양주시 (호평동)         | ↔        | 잠실역   | 호평중흥S클래스 호평도서관 호만마을 판곡초교 호평상업지구 두산알프하임입구 | 수석호평도시고속화도로 강변북로 잠실대교                    | 잠실역                                                       | 10~17          | 경기도 광주시 | 2013년 10월 14일 |                                                 |
| M6724     | 청룡교통  | 송도국제도시 (연세대학교) | ↔        | 서울역   | 더샵퍼스트월드 자이하버뷰 더샵엑스포빌리지 풍림아이원2단지 동춘역          | 제2경인고속도로 수도권제1순환고속도로 경인고속도로 양화대교 | 선유고등학교 합정역 홍대입구역 연세대학교(송도행) 신촌오거리 | 15~25          | 인천광역시    | 2013년 9월 2일   |                                                 |
| M7625     | 파주여객  | 운정신도시                | ↔        | 여의도역 | 가람 3.4단지 한길육교 운정행복센터 해솔 2.5단지 산내 11단지 새암공원       | 자유로 강변북로 성산대교                                    | 당산역 국회의사당역 증권거래소 KBS 별관 대한지적공사         | 25~30          | 경기도 파주시 | 2013년 12월 23일 | 2018년 3월 9일 굿모닝 급행버스 G7625번으로 전환 |
| M7426     | 파주여객  | 운정신도시                | ↔        | 양재역   | 가람 3.4단지 한길육교 야당역 한빛 4.8단지 한빛3.6단지 새암공원             | 자유로 강변북로 올림픽대로 한남대교                         | 신사역 논현역 신논현역 강남역 뱅뱅사거리                     | 20~25          | 경기도 파주시 | 2013년 12월 23일 | 2018년 3월 9일 굿모닝 급행버스 G7426번으로 전환 |
| M6427     | 김포운수  | 김포시                    | ↔        | 강남역   | 복합환승센터 힐스테이트 뉴고려병원 초당마을 반도유보라2차 풍경마을         | 김포한강로 올림픽대로                                       | 고속터미널 반포역 논현역 신논현역 강남역                     | 30~50          | 경기도 김포시 | 2014년 4월 1일   | 회차시 흑석역 정차                              |

2013년 2월 국토해양부는 다음 7개 노선의 사업자를 모집하였으나 2개의 노선은 운송사업자가 없어 운행을 개시하지 못하였다.
- 용인(기흥) ↔ 서울역
- 남양주(평내·호평) ↔ 잠실역 (M2323)
- 남양주(진접) ↔ 동대문
- 인천(송도) ↔ 신촌 (M6724)
- 김포(한강) ↔ 강남역 (M6427)
- 파주(운정) ↔ 양재역 (M7426)
- 파주(운정) ↔ 여의도 (M7625)

#### M2323
- 연료 충전 : 평내동차고지에는 충전소가 설치되지 않아 차산리차고지까지 공차회송하여 충전한다. 이때 충전소행 차량은 승객을 탑승시키지 않는다.
- 2층버스 운행 : 2층버스가 운행하는 직행좌석버스 1000-1번이 M2323번과 동일한 노선으로 운행한다. 차적은 M2323번의 광주시가 아닌 남양주시로 차이가 있다.

#### M6724
기존 유사 노선과는 (광역버스 1300번, 1301번, 1302번, 1601번 등) 다르게 부천시 지역을 거치지 않고 운행하므로 운행시간이 20분 ~ 30분정도 단축되었다. 이를 통해서 송도국제도시 주민과 유치된 기업 (포스코, 대우, 코오롱 등)의 출·퇴근 편의 및 연세대학교 국제캠퍼스 학생들의 등·하교시 이용이 수월해 관심을 모으고 있다. 그러나 타 노선인 M6118번과는 달리 서울역까지 운행하지 않으며 신촌역까지만 운행한다. 초기에는 현대자동차 파업 관계로 인가대수 10대중 5대만 출고되어 배차간격이 40분가량으로 길었으나 이는 나머지 5대가 증차되어 해결되었다. 2013년 11월 16일 노선이 일부 변경되었다.
민영제 노선이다.

#### M7625
이 노선은 현대자동차 차량 부족과 경기 신성교통(현재의 신성여객)의 재정 문제로 개통이 늦어졌고, 2014년 1월 이후 배차간격 30-40분 이내로 정상 운행 계획을 가지고 있었다. 국토교통부 승인은 운정신도시가 기점으로 되어있음에도 불구하고 파주시 교하지구 주민들이 파주시에 대규모 민원을 넣어 파주시와 신성여객이 교하지구의 정류장을 출발지로 선정했었다. 국토교통부 승인 사항인 기점을 파주시가 임의로 바꾼 것에 운정신도시 주민들의 역민원이 발생되었고, 국토교통부의 기점 변경 불가 방침에 따라 기점은 운정신도시(가람마을 3, 4, 6단지)로 원복되었다. 2013년 12월 7일 개통 예정이었지만 신성여객의 노사문제로 인해 개통이 한 차례 연기, 2013년 12월 23일 운행이 개시되었다. 하지만 신성여객의 경영 상태 악화로 2014년 3월 8일부터는 평일 출근 시간에만 2회 운행하다가 3월 22일 운행을 중단했으며, 파주시에서는 3월 8일부터 전세버스 2대를 편성하여 출퇴근 시간대에 대체 운행하였다. 2014년 5월 24일 노선을 인수한 파주여객에서 다시 운행을 시작하였다. 시내버스 신규 면허 문제로 7월 19일부터 운행을 중단한다고 예고했으나 파주시와 합의하고 정상 운행하고 있다. 2018년 3월 9일부터 경기도 굿모닝 급행버스로 형간 전환이 되면서 G7625번으로 운행한다.

#### M7426
이 노선은 현대자동차 차량 부족과 경기 신성교통(현재의 신성여객)의 재정 문제로 개통이 늦어졌고, 2014년 1월 이후 배차간격 20분-30분 이내로 운행될 계획을 가지고 있었다. 2013년 12월 7일 개통 예정이었지만 교하지구의 M7625번 노선 변경 요구와 신성여객의 노사문제로 개통이 다시 지연되다가 2013년 12월 23일 자사 노선 직행좌석버스 9710번 차량 등을 재도색하여 운행이 개시되었다. 하지만 신성여객의 경영 상태 악화로 2014년 3월 8일부터 평일 출근 시간에만 4회 운행하다가 3월 22일 운행 중단하였다. 파주시에서는 3월 8일부터 전세버스 6대를 편성하여 출퇴근 시간대에 대체 운행하였다. 2014년 5월 24일 노선을 인수한 파주여객에서 다시 운행을 시작하였다. 시내버스 신규 면허 문제로 7월 19일부터 운행을 중단한다고 예고했으나 파주시와 합의하고 정상 운행하고 있다. 2018년 3월 9일부터 경기도 굿모닝 급행버스로 형간 전환이 되면서 G7426번으로 운행한다.

#### M6427
- 유사 노선: 2015년 7월 21일 직행좌석버스 9502번이 M6427번과 유사한 노선으로 개통하였다.[u] 2015년 11월 노선 번호가 6427번으로 변경되었다.

### 광역버스 입석금지 관련 선정노선
| 노선 번호 | 운행 업체    | 운행구간      | 운행구간 | 운행구간   | 기점부 정류장                                               | 무정차 구간           | 종점부 정류장                             | 배차 간격 (분) | 차적       | 신설 일자       | 기타 사항 |
| --------- | ------------ | ------------- | -------- | ---------- | ----------------------------------------------------------- | --------------------- | ----------------------------------------- | -------------- | ---------- | --------------- | --------- |
| M6628     | 수정관광화물 | 인천 (석남동) | ↔        | 연세대학교 | 경남아너스빌 거북시장 성민병원 신현치안센터 신현쇼핑 가정역 | 경인고속도로 양화대교 | 선유고등학교 합정역 홍대입구역 신촌오거리 | 15~50          | 인천광역시 | 2014년 7월 21일 |           |

#### M6628
광역버스 입석 금지 시행으로 인한 승객의 포화를 해소하기 위해 광역급행버스로 신설한 노선이다. 인천시 광역버스 1000번과 유사한 노선이다. 운행 초기에는 합정역을 종점으로 운행하였으나, 2014년 11월 19일 연세대학교까지 노선을 연장하였다. 현재는 출퇴근 시간대에만 운행하는 노선에서 정규 노선으로 변경되었다. 민영제 노선이다.

### 5차 선정 노선
2015년 12월 다음 4개 노선의 운송사업자를 모집하였고, 2016년 1월 운송사업자 결과가 발표되었다.
- 동탄역(화성 동탄 2신도시) - 서울역 (M4130) : 경기고속->화성여객
- 동탄역(화성 동탄 2신도시) - 강남역 (M4434) : 경기고속
- 인천(청라) - 시민의숲·양재꽃시장 : 신동아교통이 낙찰받았으나, 노선 선정 문제로 운행을 포기하여 무산되었다.
- 고양(능곡초교) - 서울역 (M7129) : 명성운수

| 노선 번호 | 운행 업체 | 운행구간          | 운행구간 | 운행구간         | 기점부 정류장                                                  | 무정차 구간                       | 종점부 정류장                                  | 배차 간격 (분) | 차적          | 신설 일자        | 기타 사항                  |
| --------- | --------- | ----------------- | -------- | ---------------- | -------------------------------------------------------------- | --------------------------------- | ---------------------------------------------- | -------------- | ------------- | ---------------- | -------------------------- |
| M7129     | 명성운수  | 고양 (능곡초교)   | ↔        | 서울역(YTN)      | 고양경찰서 행신초교 행신동 소만마을 서정마을                   | 중앙로 수색로 성산로 (중앙차로)   | 연세대학교 경복궁역 광화문역 신한은행 서대문역 | 15~30          | 경기도 고양시 | 2016년 3월 28일  | 광역급행버스 최단거리 노선 |
| M4130     | 화성여객  | 동탄 동탄역       | ↔        | 서울역(환승센터) | 부영.우미린 의료시설부지 한화꿈에그린 동탄역.포스코 센트럴자이 | 경부고속도로 한남대교 남산1호터널 | 서울백병원 서울시청 신한은행 명동국민은행      | 20~40          | 경기도 화성시 | 2016년 6월 27일  | 경기고속으로부터 이관      |
| M4434     | 경기고속  | 동탄 자이파밀리에 | ↔        | 강남역           | 부영.우미린 의료시설부지 한화꿈에그린 동탄역.포스코 센트럴자이 | 경부고속도로                      | KCC 신논현역 뱅뱅사거리 양재역 시민의숲        | 20~40          | 경기도 광주시 | 2017년 11월 13일 |                            |

#### M7129
- 광역급행버스 노선 중 가장 노선 길이가 짧다. 민영제 노선이다.

#### M4130
- 타 동탄소속 M버스처럼 관광전세하였음 이용한다. 그러나 M4403, M4108과는 달리 KD가 직접 관광을 운행한다

- 2018년 11월 25일, 경기고속은 계열사인 화성여객에 노선을 이관한다. 차량은 경기고속에서 사용하던 차량 그대로 이관받은 차량과 화성여객이 새로 출고한 차량을 이용한다.
- 예당마을 경유: 최근 M4108정류소인 예당마을에 이 노선이 자주 경유하는데, 이는 경부고속도로 기흥ic의 정체로 예당마을을 거쳐 정상운행한다. 예당마을에 정차하진않는다.

#### M4434
- 화성시 동탄2신도시에서 강남역을 잇는 노선인 M4434번은 당초 다른 5차 선정 노선들과 함께 2016년에 신설될 계획이었으나, 계획보다 늦은 2017년 11월에 신설되었다. 넓은 동탄 2신도시에서 기존 자사 노선 6001번과 노선이 겹친다는 이유에서다.(6001번 운행사 화성여객은 KD 계열사). 이후 결국 운행을 시작하게 되었다.

### 6차 선정 노선
2016년 8월 인천 송도국제도시 - 여의도, 송도국제도시 - 잠실역, 오산 - 사당역, 고양 덕이지구 - 공덕역, 안양 평촌 - 잠실역 등 5개 노선의 운송사업자를 모집하였다.
- 오산 - 사당역 (M5532) : 오산교통->용남고속버스라인->경진여객->용남고속버스라인
- 고양 덕이지구 - 공덕역 (M7731) : 가온누리엠->명성
- 안양 평촌 - 잠실역 (M5333) : 삼영운수

| 노선 번호 | 운행 업체 | 운행구간      | 운행구간 | 운행구간 | 기점부 정류장                                                     | 무정차 구간         | 종점부 정류장                                  | 배차 간격 (분) | 차적          | 신설 일자       | 기타 사항            |
| --------- | --------- | ------------- | -------- | -------- | ----------------------------------------------------------------- | ------------------- | ---------------------------------------------- | -------------- | ------------- | --------------- | -------------------- |
| M7731     | 명성      | 고양 덕이지구 | ↔        | 공덕역   | 하이파크시티 탄현큰마을 경남아너스빌 성저마을14단지 대화역 킨텍스 | 자유로              | 합정역 홍대입구역 신촌오거리 이대역 서강대후문 | 17             | 경기도 고양시 | 2017년 3월 10일 |                      |
| M5532     | 용남고속  | 오산 갈곶동   | ↔        | 사당역   | 원동초교 오산역 U-City센터 세교13단지 죽미마을입구                | 경부고속도로        | 남부터미널 예술의 전당 방배동                  | 15~35          | 경기도 수원시 | 2017년 3월 20일 | 오산교통으로부터이관 |
| M5333     | 삼영운수  | 안양 범계역   | ↔        | 잠실역   | 진흥아파트 남부시장 안양1번가 대동문고 석수역                     | 강남순환로 양재대로 | 삼성서울병원 수서역 가락시장 송파역 석촌호수   | 12~25          | 경기도 안양시 | 2017년 3월 6일  |                      |

#### M5532
- 고속도로 교통사고 발생: 2017년 7월 9일 경부고속도로의 양재 나들목 인근에서 M5532번 버스 기사의 졸음운전으로 버스와 승용차 6대가 충돌하는 사고가 일어나 2명이 사망하고 16명이 부상을 입는 등의 피해가 일어났다.[19] 해당 사고에 대해 경찰 조사 결과 법에 규정된 휴식 시간을 미준수했던 것으로 밝혀졌으며,[20] 이 사고는 운전자의 졸음운전을 방지하기 위한 근로기준법 개정을 추진하는 계기가 되었다.[21]
- 운행사 변경: 본래 오산교통에서 운행하는 노선이었으나 2018년 4월 1일 용남고속버스라인으로 매각되었다가 2021년 1월 1일에 경진여객으로 이관됐으나 추후 다시 용남고속으로 되돌아온다.
- 현재 민영제이나, 추후 준공영제로 전환될 예정이다.

#### M7731
한때 민영제로 운행했으나, 가온누리엠의 업체 적격성 탈락으로 인하여 재입찰 후 2024년 10월 14일에 준공영제로 전환되었고 운행업체도 명성으로 이관되었다.

### 7차 선정 노선
2017년 2월 다음 4개 노선의 운송사업자를 모집하였다. 입찰 결과 3개 노선의 운송사업자가 결정되었으며 하남-청량리 노선은 유찰되었다.
- 하남 BRT차고지 - 청량리역
- 화성 동탄2신도시(테크노밸리) - 서울역 (M4137): 경기고속→화성여객
- 인천 송도국제도시 - 여의도 (M6635): 이삼화관광
- 인천 송도국제도시 - 잠실역 (M6336): 이삼화관광

| 노선 번호 | 운행 업체  | 운행구간               | 운행구간 | 운행구간         | 기점부 정류장                                                       | 무정차 구간                                      | 종점부 정류장                                                         | 배차 간격 (분) | 차적          | 신설 일자        | 기타 사항                          |
| --------- | ---------- | ---------------------- | -------- | ---------------- | ------------------------------------------------------------------- | ------------------------------------------------ | --------------------------------------------------------------------- | -------------- | ------------- | ---------------- | ---------------------------------- |
| M6635     | 이삼화관광 | 인천 송도국제도시      | ↔        | 여의도           | 캠퍼스타운역 지식정보단지역 인천대입구역 해양경찰청 더샵엑스포9단지 | 아암대로 제3경인고속화도로 시흥대로              | 구로디지털단지역 보라매역 여의도자이 여의도역 여의도환승센터 농협재단 | -              | 인천광역시    | 2017년 10월 16일 | 출퇴근 전용 2019년 4월 16일 폐선   |
| M6336     | 이삼화관광 | 인천 송도국제도시      | ↔        | 잠실역           | 캠퍼스타운역 지식정보단지역 인천대입구역 해양경찰청 더샵엑스포9단지 | 아암대로 제3경인고속화도로 수도권제1순환고속도로 | 복정역 장지역 문정역 가락시장역 석촌호수                              | -              | 인천광역시    | 2017년 10월 16일 | 출퇴근 전용 2019년 4월 16일 폐선   |
| M4137     | 화성여객   | 동탄 (동탄 테크노밸리) | ↔        | 서울역(환승센터) | 신안인스빌2차 상록.경남아파트                                       | 경부고속도로 한남대교 남산1호터널                | 서울백병원 서울시청 신한은행 명동국민은행                             | 15~40          | 경기도 화성시 | 2017년 12월 11일 | 2019년 3월 4일에 화성여객으로 이관 |

#### M4137
- 동탄 테크노벨리를 거치는 노선으로, M4108, M4130과 노선이 중복되지 않는다.
- 2019년 3월 4일에 화성여객으로 이관되었다. 차량은 경기고속에서 사용하던 차량과 화성여객에서 출고한 차량을 증차하여 운행한다
- 예당마을 경유: 최근 M4108정류소인 예당마을에 이 노선이 자주 경유하는데, 이는 경부고속도로 기흥ic의 정체로 예당마을을 거쳐 정상 운행한다. 예당마을에 정차하지 않는다.

### 8차 선정 노선
2017년 11월, 국토교통부는 다음 4개 노선에 대한 운송사업자를 모집하였다.
- 인천터미널 ↔ 역삼역 (M6439) : 인천제물포교통→신동아교통
- 인천 청라국제도시 ↔ 양재
- 평택 평택지제역 ↔ 강남역 (M5438) : 대원고속
- 하남BRT차고지 ↔ 청량리역

| 노선 번호 | 운행 업체  | 운행구간           | 운행구간 | 운행구간 | 기점부 정류장                                                        | 무정차 구간                                          | 종점부 정류장                           | 배차 간격 (분) | 차적          | 신설 일자        | 기타 사항                               |
| --------- | ---------- | ------------------ | -------- | -------- | -------------------------------------------------------------------- | ---------------------------------------------------- | --------------------------------------- | -------------- | ------------- | ---------------- | --------------------------------------- |
| M5438     | 대원고속   | 평택(평택지제역)   | ↔        | 강남역   | 광동제약 평택고용센터 송탄출장소 미주아파트 동부아파트               | 경부고속도로                                         | KCC 신논현역 뱅뱅사거리 양재역 시민의숲 | 20~60          | 경기도 광주시 | 2018년 6월 1일   | 광역급행버스 최장거리 노선 2층버스 운행 |
| M6439     | 신동아교통 | 인천종합버스터미널 | ↔        | 강남역   | 선수촌사거리 서창도서관 서창센트럴푸르지오 센타빌딩 서창퍼스트뷰후문 | 제3경인고속화도로, 수도권제1순환고속도로, 봉담과천로 | 서초역 교대역 강남역 역삼역             | 20~25          | 인천광역시    | 2019년 10월 23일 |                                         |

#### M5438
- 대한민국의 광역버스 사상 최초로 경기도 평택시를 경유하는 노선이다.
- 2019년 4월 16일부터 M6336번의 폐선으로 광역급행버스 최장거리 노선 자리를 차지하게 되었다.
- M버스 최초로 2층버스 운행을 시작했다.
- 현재 민영제이나, 추후 준공영제로 전환될 예정이다.

#### M6439
- 인천종합버스터미널에서 출발하는 광역급행버스 노선이다.
- 노선 선정의 문제로 인해 개통이 늦어져 2019년 10월 23일에 개통했다.
- 민영제 노선이다.

### 9차 선정 노선
2018년 3월, 국토교통부는 다음 4개 노선에 대한 운송사업자를 모집하였다.
- 고양 원당 ↔ 서대문역 : 유찰
- 남양주 화도 ↔ 잠실역 (M2341) : 대원운수
- 수원 터미널 ↔ 잠실역 (M5342) : 대원고속
- 수원 호매실 ↔ 강남역 (M5443) : 용남고속->경진여객

| 노선 번호 | 운행 업체 | 운행구간           | 운행구간 | 운행구간         | 기점부 정류장                                                              | 무정차 구간                        | 종점부 정류장                                             | 배차 간격 (분) | 차적            | 신설 일자       | 기타 사항                                         |
| --------- | --------- | ------------------ | -------- | ---------------- | -------------------------------------------------------------------------- | ---------------------------------- | --------------------------------------------------------- | -------------- | --------------- | --------------- | ------------------------------------------------- |
| M2341     | 대원운수  | 월산지구           | ↔        | 잠실역           | 화광중학교 마석역 청소년도움센터 마석주공 창현택지지구                     | 서울양양고속도로 올림픽대로        | 잠실광역환승센터                                          | 15~25          | 경기도 남양주시 | 2019년 3월 4일  | 간선급행버스 8002번 보조 노선                     |
| M5342     | 대원고속  | 수원종합버스터미널 | ↔        | 잠실광역환승센터 | 수원선일초등학교 영통아이파크.영통래미안 망포역 영통역 황골벽산아파트      | 경부고속도로 수도권제1순환고속도로 | 장지역 문정역 가락시장역 석촌역                           | 20~40          | 경기도 광주시   | 2019년 4월 29일 | 직행좌석버스 1112번 보조 노선 2021년 8월 2일 운휴 |
| M5443     | 경진여객  | 호매실동 능실마을  | ↔        | 강남역           | 수원은혜교회 휴먼시아5단지 칠보마을8단지 홈플러스서수원점 서수원버스터미널 | 봉담과천로                         | 서초자이아파트 서초역 교대역 강남역 양재역 양재시민의숲역 | 25~35          | 경기도 수원시   | 2019년 3월 12일 | 2021년 1월 1일 경진여객으로 이관                  |

#### M2341
- M2104번 이후로 대원운수가 운행하는 광역급행버스 노선으로, 동사의 간선급행버스 8002번을 보조하는 노선이지만, 8002번과 달리 2층 버스가 운행하지 않고 광역급행버스 정류장 개수 제한 문제로 인해 대성리에는 정차하지 않는다.
- 본래 2019년 2월 11일에 개통 예정이었으나, 노선 승인 문제로 인해 개통이 연기되어 2019년 3월 4일에 개통했다.

#### M5342
- 수원종합버스터미널에서 이용할 수 있는 광역버스 노선 중 유일하게 대원고속이 운행하는 노선이다.
- 기존의 경희대학교 수원캠퍼스 ~ 강변역 간을 운행하는 동사의 직행좌석버스 1112번을 보조하는 노선이다.
- 코로나 19와 및 4차 대유행으로 인한 수요 감소로 2021년 8월 2일에 운행이 한시적으로 중단됐고 2022년 12월 12일에 운행을 재개했으나 2024년 11월 19일부터 폐선.

#### M5443
- M5532번과 달리 처음부터 용남고속이 운행하는 광역급행버스 노선이었으나 2021년 1월 1일에 경진여객으로 이관되었다.
- 광역급행버스 정류장 개수 문제로 인해 의왕요금소와 선바위역에는 정차하지 않는다.

### 10차, 11차 선정 노선
2018년 7월, 국토교통부는 다음 2개 노선에 대한 운송사업자를 모집하였다.
- 남양주 별내 ↔ 잠실역 (M2344) : 대원운수
- 고양 원당 ↔ 서대문역 (M7145) : 선진버스

| 노선 번호 | 운행 업체 | 운행구간                  | 운행구간 | 운행구간 | 기점부 정류장                                                           | 무정차 구간                    | 종점부 정류장                         | 배차 간격 (분) | 차적            | 신설 일자        | 기타 사항             |
| --------- | --------- | ------------------------- | -------- | -------- | ----------------------------------------------------------------------- | ------------------------------ | ------------------------------------- | -------------- | --------------- | ---------------- | --------------------- |
| M2344     | 대원운수  | 별내하우스토리.중말사거리 | ↔        | 잠실역   | 별가람고등학교 KCC스위첸아파트 별내고등학교 신일유토빌아파트 미리내마을 | 수도권제1순환고속도로 강변북로 | 잠실광역환승센터                      | 15~25          | 경기도 남양주시 | 2019년 10월 7일  |                       |
| M7145     | 선진버스  | 원당대림아파트            | ↔        | 서대문역 | 신원당마을입구 원당역 원흥역 도래울마을                                 | 자유로 강변북로                | 합정역 홍대입구역 연세대학교 이화여대 | 30             | 경기도 김포시   | 2019년 10월 18일 | 2020년 11월 23일 운휴 |

#### M2344
- 민영제 노선이다.
- 2024년 9월 1일부로 휴업 중단됐다.

#### M7145
- 2022년 12월 22일 폐선

### 12차 선정 노선
2019년 1월, 국토교통부는 다음 2개 노선에 대한 운송사업자를 모집하였다.
- 송포초교 ↔ 영등포소방서 (M7646) : 가온누리엠→명성운수
- 장기본동 ↔ 여의도역 (M6647) : 김포운수

| 노선 번호 | 운행 업체 | 운행구간 | 운행구간 | 운행구간     | 기점부 정류장                            | 무정차 구간     | 종점부 정류장     | 배차 간격 (분) | 차적          | 신설 일자        | 기타 사항 |
| --------- | --------- | -------- | -------- | ------------ | ---------------------------------------- | --------------- | ----------------- | -------------- | ------------- | ---------------- | --------- |
| M7646     | 명성      | 송포초교 | ↔        | 영등포소방서 | 대송중학교 킨텍스 원시티1단지 일산동구청 | 자유로 강변북로 | 당산역 영등포시장 | 60             | 경기도 고양시 | 2019년 12월 13일 |           |

#### M7646
- 민영제 노선이다.

### 13차 선정 노선
2019년 12월, 국토교통부는 다음 5개 노선에 대한 운송사업자를 모집하였다.
- 동탄2신도시 ↔ 강남역 (M4448) : 화성여객
- 한신대학교 ↔ 강남역 (M4449) : 화성여객
- 송도국제도시 ↔ 삼성역 (M6450) : 인천선진교통→신동아교통
- 송도국제도시 ↔ 공덕역 (M6751) : 신흥교통
- 식사동 ↔ 여의도역 : 명성운수가 낙찰받았으나, 면허 반납을 신청한 상태다.

| 노선 번호 | 운행 업체  | 운행구간     | 운행구간 | 운행구간 | 기점부 정류장                                                          | 무정차 구간                                        | 종점부 정류장                   | 배차 간격 (분) | 차적          | 신설 일자       | 기타 사항 |
| --------- | ---------- | ------------ | -------- | -------- | ---------------------------------------------------------------------- | -------------------------------------------------- | ------------------------------- | -------------- | ------------- | --------------- | --------- |
| M4448     | 화성여객   | 동탄2차고지  | ↔        | 강남역   | 호수부영4차 호수부영1차 창의고교 동탄테크노밸리                        | 경부고속도로                                       | 신논현역 강남역 양재역 시민의숲 | 20~40          | 경기도 화성시 | 2020년 11월 2일 |           |
| M4449     | 화성여객   | 한신대학교   | ↔        | 강남역   | 병점아이파크 송화초교 병점초교 능리교차로                              | 경부고속도로                                       | 신논현역 강남역 양재역 시민의숲 | 75~90          | 경기도 화성시 | 2020년 11월 2일 |           |
| M6450     | 신동아교통 | 송도국제도시 | ↔        | 삼성역   | 송도달빛축제공원역 센트럴파크역 인천대입구역 테크노파크역 캠퍼스타운역 | 제3경인고속화도로 수도권제1순환고속도로 봉담과천로 | 양재꽃시장 양재역 강남역 선릉역 | 20~70          | 인천광역시    | 2020년 5월 26일 |           |

#### M4448
- 민영제 노선이다.

#### M4449
- 민영제 노선이다.

#### M6450
- 민영제 노선이다.

### 14차 선정 노선
2019년 12월, 국토교통부는 다음 3개 노선에 대한 운송사업자를 모집하였다.
- 남양주 평내 ↔ 잠실역 (M2352) : 대원운수
- 남양주 다산 ↔ 잠실역 (M2353) : 대원운수
- 파주 교하 ↔ 숭례문 (M7154) : 신성교통 -> 파주여객

| 노선 번호 | 운행 업체 | 운행구간          | 운행구간 | 운행구간            | 기점부 정류장                                                                 | 무정차 구간                        | 종점부 정류장                                | 배차 간격 (분) | 차적            | 신설 일자       | 기타 사항                       |
| --------- | --------- | ----------------- | -------- | ------------------- | ----------------------------------------------------------------------------- | ---------------------------------- | -------------------------------------------- | -------------- | --------------- | --------------- | ------------------------------- |
| M2352     | 대원운수  | 평내농협.평내초교 | ↔        | 잠실역              | 평내문화촌마을 남앙주소방서 유진아파트 신명스카이뷰아파트 평내마을중흥S클래스 | 수도권제1순환고속도로 강변북로     | 강변역 잠실광역환승센터                      | 10~20          | 경기도 남양주시 | 2021년 5월 10일 | 잠실역 방면 운행 시 강변역 경유 |
| M2353     | 대원운수  | 다산지구          | ↔        | 잠실광역환승센터    | 반도유보라 다산자이 유승한내들 한화아파트 신안인스빌                          | 올림픽대로                         | 잠실광역환승센터                             | 20~30          | 경기도 남양주시 | 2022년 3월 2일  | 직행좌석버스 1003번 보조 노선   |
| M7154     | 파주여객  | 파주 (운정신도시) | ↔        | 광화문 (광화문빌딩) | 청석마을8단지 숲속길마을7단지 산내마을9단지 운정고교 한울마을2단지 새암공원   | 제2자유로 수색로 성산로 (중앙차로) | 연세대학교 이대후문 광화문역 신한은행 시청역 | 30~40          | 경기도 파주시   | 2021년 6월 19일 |                                 |

#### M2352
- 현재 민영제이나, 추후 준공영제로 전환될 예정이다.

#### M7154
- 현재 민영제이나, 추후 준공영제로 전환될 예정이다.

### 15차 선정 노선
2020년 9월, 국토교통부는 다음 2개 노선에 대한 운송사업자를 모집하였다.
- 초당역 ↔ 교대역 (M4455) : 경남여객
- 권선동 ↔ 서울역

| 노선 번호 | 운행 업체 | 운행구간 | 운행구간 | 운행구간 | 기점부 정류장                            | 무정차 구간  | 종점부 정류장                   | 배차 간격 (분) | 차적          | 신설 일자        | 기타 사항 |
| --------- | --------- | -------- | -------- | -------- | ---------------------------------------- | ------------ | ------------------------------- | -------------- | ------------- | ---------------- | --------- |
| M4455     | 경남여객  | 초당역   | ↔        | 교대역   | 참솔마을 동백역 이마트 평촌마을 호수마을 | 경부고속도로 | 예술의전당 방배역 내방역 서초역 | 20~50          | 경기도 용인시 | 2021년 12월 20일 |           |

#### M4455
- 현재 민영제이나, 추후 준공영제로 전환될 예정이다.

### 16차 선정 노선
2021년 11월, 국토교통부는 다음1개 노선에 대한 운송사업자를 모집하였다.
- 안양 석수3동 ↔ 사당역 (M5556) : 화영운수

| 노선 번호 | 운행 업체 | 운행구간         | 운행구간 | 운행구간 | 기점부 정류장                                                 | 무정차 구간 | 종점부 정류장 | 배차 간격 (분) | 차적          | 신설 일자       | 기타 사항 |
| --------- | --------- | ---------------- | -------- | -------- | ------------------------------------------------------------- | ----------- | ------------- | -------------- | ------------- | --------------- | --------- |
| M5556     | 화영운수  | 안양시 (석수3동) | ↔        | 사당역   | 석수아이파크 박달삼거리 박달사거리 안양여중고 안양대교 석수역 | 강남순환로  | 사당역        | 20~40          | 경기도 안양시 | 2022년 5월 16일 |           |

### 17차 선정 노선
2022년 11월, 국토교통부는 다음 2개 노선에 대한 운송사업자를 모집하였다.
- 인천 백석동 ↔ 강남역 (M6457) : 신강교통
- 인천 청라동 ↔ 양재역 (M6458) : 성민버스

| 노선 번호 | 운행 업체 | 운행구간                           | 운행구간 | 운행구간 | 기점부 정류장                                                          | 무정차 구간             | 종점부 정류장                            | 배차 간격 (분) | 차적       | 신설 일자       | 기타 사항 |
| --------- | --------- | ---------------------------------- | -------- | -------- | ---------------------------------------------------------------------- | ----------------------- | ---------------------------------------- | -------------- | ---------- | --------------- | --------- |
| M6457     | 신강교통  | 검암역 (로열파크씨티푸르지오1단지) | ↔        | 강남역   | 독정역 서구영어마을 금강펜테리움더시글로 아라동행정복지센터 유현사거리 | 올림픽대로              | 고속터미널 반포역 논현역 신논현역 강남역 | 60~80          | 인천광역시 | 2024년 5월 10일 |           |
| M6458     | 성민버스  | 청라국제도시 (청라센텀로제비앙)    | ↔        | 양재역   | 국제금융단지 경명초교 청람초교 청라초교 가정역                         | 경인고속도로 올림픽대로 | 고속터미널 반포역 논현역 강남역          | 20~40          | 인천광역시 | 2024년 7월 1일  |           |

### 18차 선정 노선
2023년 11월, 국토교통부는 다음 2개 노선에 대한 운송사업자를 모집하였다.
- 인천 마전동 ↔ 여의도환승센터 (M6659) : 신강교통
- 인천 마전동 ↔ 구로디지털단지 (M6660) : 신강교통
- 인천 소래포구역 ↔ 역삼역 (M6461) : 신동아교통
- 인천 중산동 ↔ 강남역 (M6462) : 신흥교통

| 노선 번호 | 운행 업체 | 운행구간                 | 운행구간 | 운행구간 | 기점부 정류장 | 무정차 구간                                                                                     | 종점부 정류장                                               | 배차 간격 (분) | 차적       | 신설 일자        | 기타 사항 |
| --------- | --------- | ------------------------ | -------- | -------- | --- | ----------------------------------------------------------------------------------------------- | ----------------------------------------------------------- | -------------- | ---------- | ---------------- | --------- |
| M6462     | 신흥교통  | 중산동 (우미린1단지후문) | ↔        | 강남역   | 스카이시티자이.화성파크드림 힐스테이트 우미린2단지정문 영종센트럴푸르지오자이.e편한세상센텀베뉴 그린나래지하차도 | 인천대교 제3경인고속화도로 서울외곽순환고속도로 과천봉담도시고속화도로 과천우면산도시고속화도로 | 안골 서초아트자이 서초역 교대역 우성A 양재역 양재시민의숲역 | 1일 9회        | 인천광역시 | 2024년 12월 28일 |           |

## 이용객 수 변화 추이
| 노선 번호 | 2009. 8. 10. | 2009. 10. 16. | 2009. 10. 23. | 2009. 12. 24. | 2010. 1. 29. | 2010. 2. 26. | 2010. 3. 26. | 2010. 4. 30. |
| --------- | ------------ | ------------- | ------------- | ------------- | ------------ | ------------ | ------------ | ------------ |
| M2104     | 364          | 1330          | 1498          | 1419          | 1389         | 1391         | 1238         | 1290         |
| M4101     | 3020         | 4779          | 4868          | 4947          | 5144         | 5361         | 5371         | 5521         |
| M4102     | 없음         | 없음          | 3113          | 4509          | 3917         | 4339         | 5138         | 5232         |
| M4403     | 2113         | 3964          | 4228          | 4188          | 4663         | 4521         | 4293         | 4653         |
| M6405     | 481          | 1085          | 1245          | 1306          | 1343         | 1487         | 1592         | 1753         |
| M7106     | 2250         | 4707          | 4963          | 5602          | 4881         | 5096         | 5244         | 5313         |

- 근거자료 : 수도권 광역급행버스, 11월부터 확대 운행[깨진 링크(과거 내용 찾기)] (국토교통부, 2010년 10월 27일)

## 특징
- 위치조회 서비스를 받고자 하는 경우, M 글자를 제외한 노선번호 4자리를 사용한다. 다만 이렇게 검색이 되지 않을 경우 M 글자를 앞에 붙인다. 특히 보조노선으로 같은 번호를 사용하는 M4108, M4403의 경우 M글자를 붙인다.
- 노선조회는 기존노선과 마찬가지로 차적지와 일치하는 버스정보 시스템을 활용한다.

## 기타
- 거가대교 개통 이후 부산과 거제도를 잇는 시내버스 신설과 시외버스 노선을 둘러싸고 부산광역시와 경상남도 부산 시내버스 업체와 경남 시외버스 업체가 갈등을 빚어오면서 비수도권 최초로 광역급행버스를 도입하려 하기도 했으나[27][28], 결국 국토교통부 직권조정으로 인해 직행좌석형으로 신설하게 되었다.
- 국토교통부 노선심의조정위원회의 조정 결과에 따르면, 하단역 ~ 명지신도시 ~ 신호공단 ~ 녹산산업단지 ~ 관포 ~ 외포 ~ 송정 ~ 연초 구간을 부산광역시와 거제시 각각 5대씩 운행하고, 4500원 수준의 운임을 적용, 초기에는 환승제와 준공영제가 적용되지 않도록 하였다. 이 노선은 2014년 1월 22일에 개통 되었다.[29]
- 부산 ~ 거제 뿐 아니라 부산 ~ 울산 광역급행버스 노선도 추진되고 있다.[30][31] 현재 정관신도시 ~ 신정관로 ~ 장안 나들목 ~ 동해고속도로 ~ 공업탑 노선이 유력하나, 울산광역시는 현재 부산과 울산을 운행하는 시내버스가 있어 광역급행버스 도입이 시급하지 않다는 입장을 취하고 있어 의견 조율에 난항을 겪고 있다.[32]
- 국토교통부에서 운영 중인 광역급행버스를 2014년 하반기부터 수도권외 대도시로 확대하는 방안이 검토되었으나[33], 부산시와 거제시에서 시내버스 2000번을 개통하는 것으로 합의되면서 무산되었다.
- KD운송그룹의 동탄권지사는 M5107 노선을 제외한 모든 M버스 노선에 KD의 전세 차량을 사용하였다. 현재는 M4108, M4403은 타사 관광차량을 이용한다.

## 갤러리

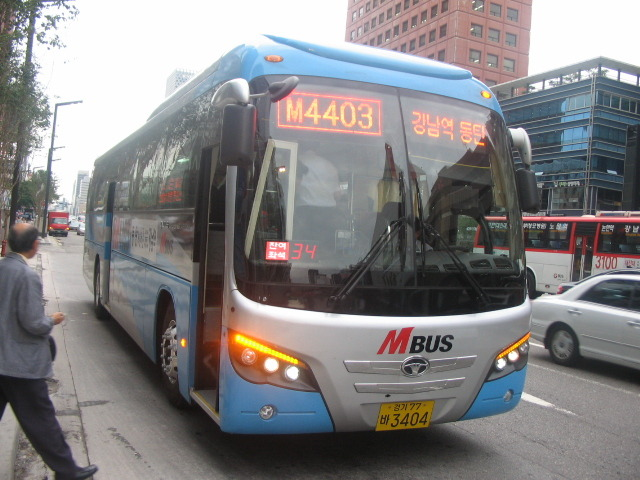
대원고속 소속 M4403번
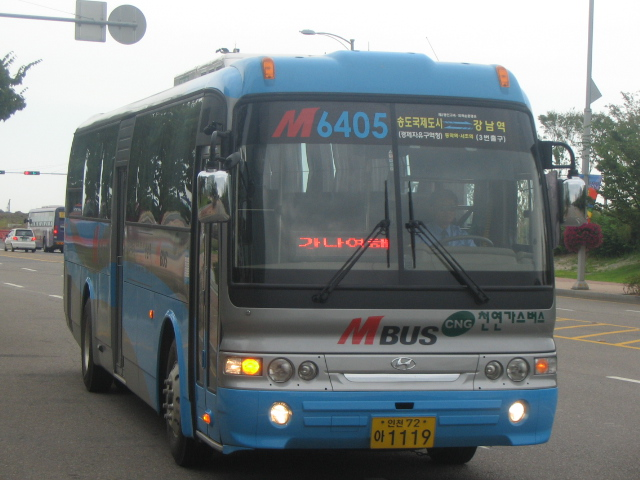
인강여객 소속 M6405번
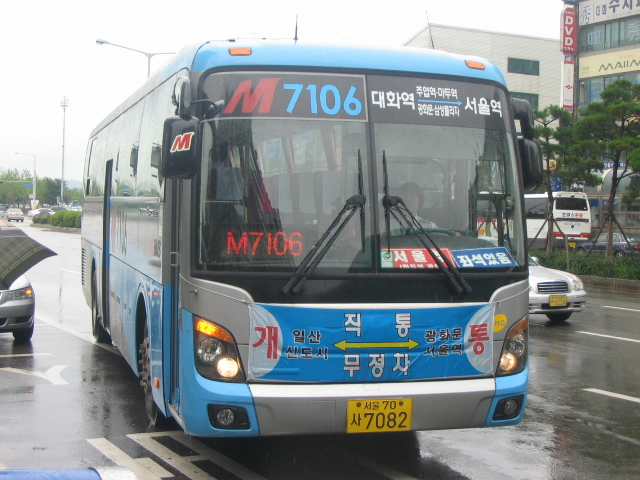
가온누리엠 소속 M7106번
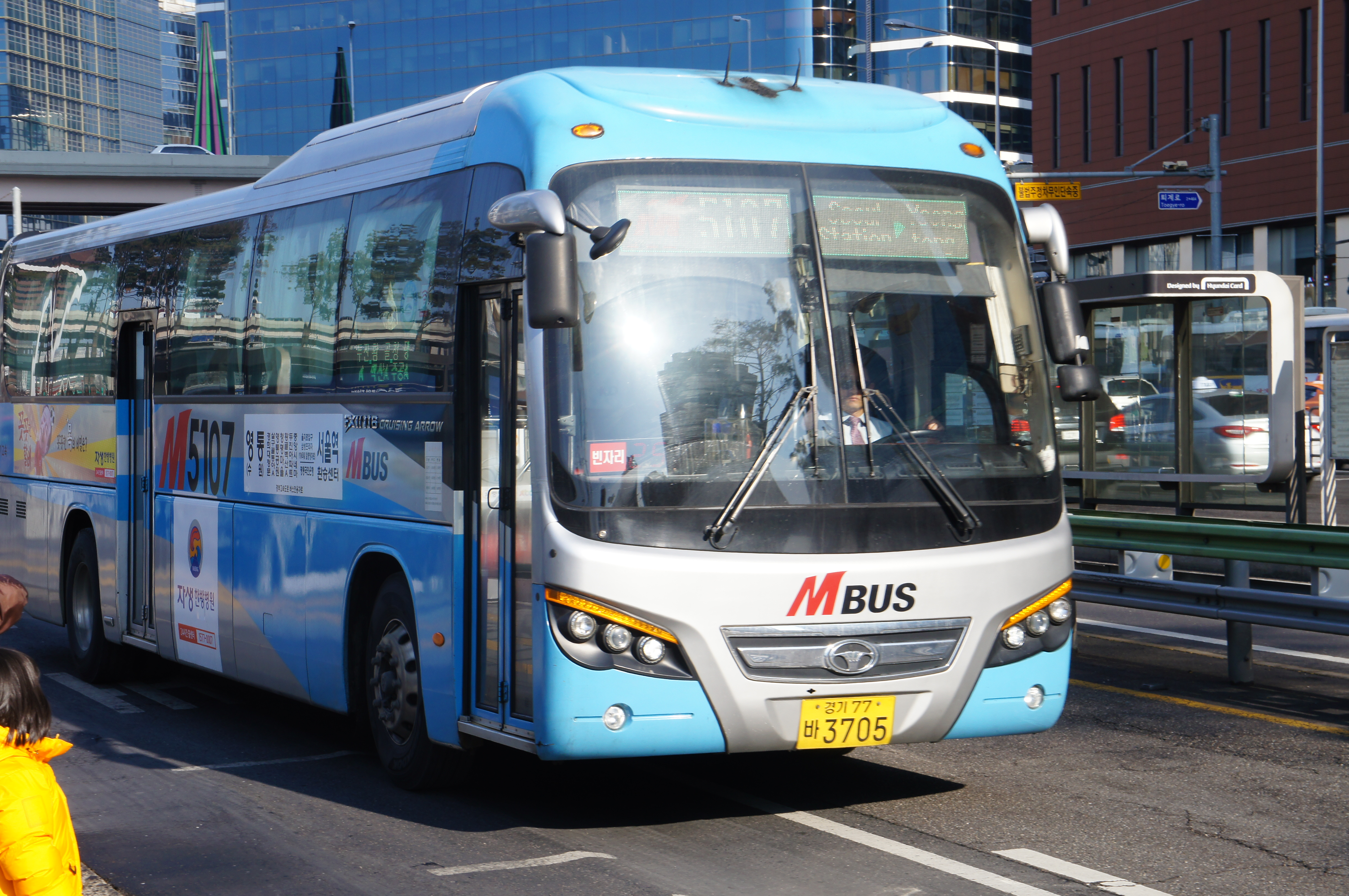
경기고속 소속 M5107번
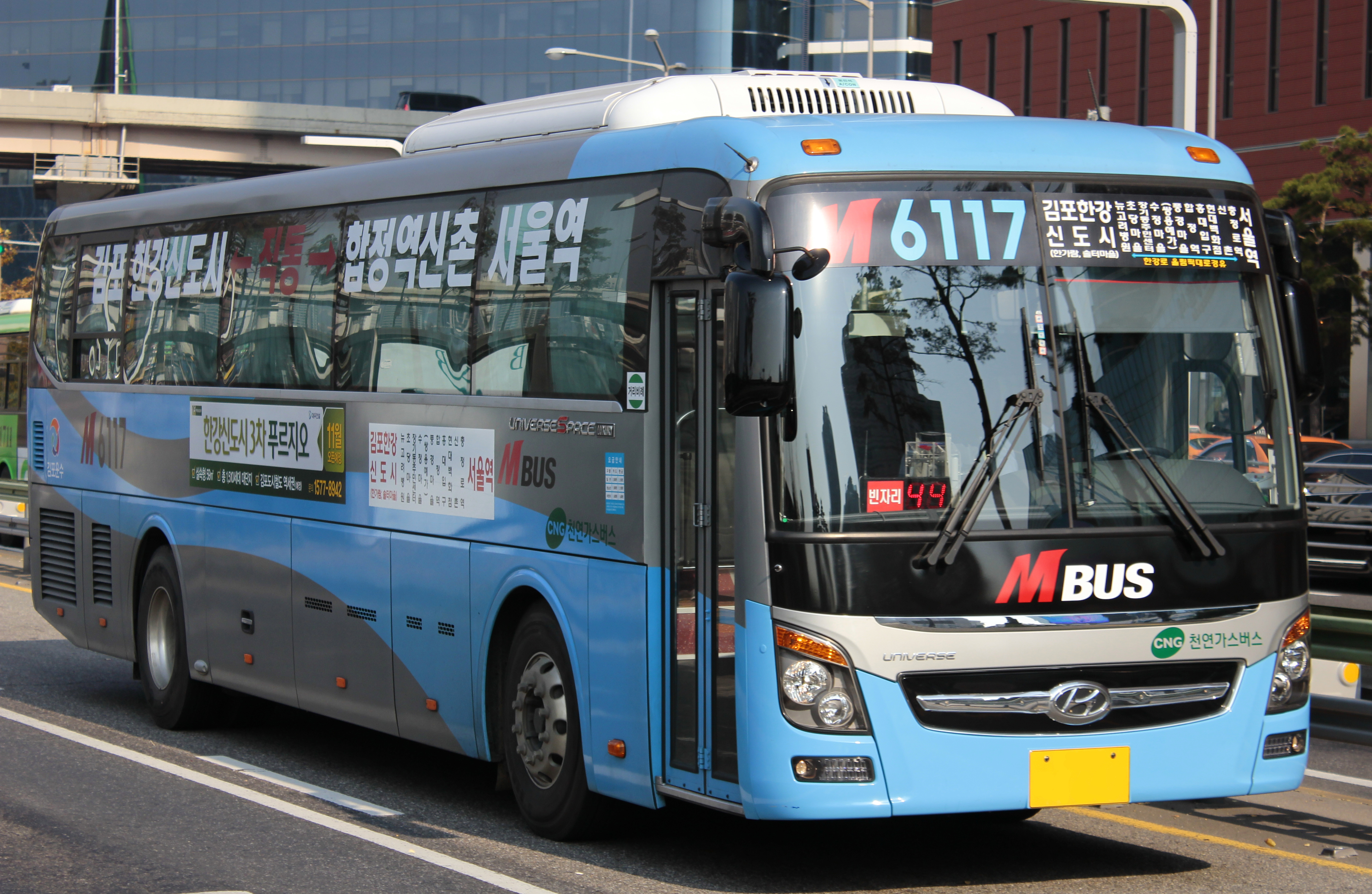
김포운수 소속 M6117번
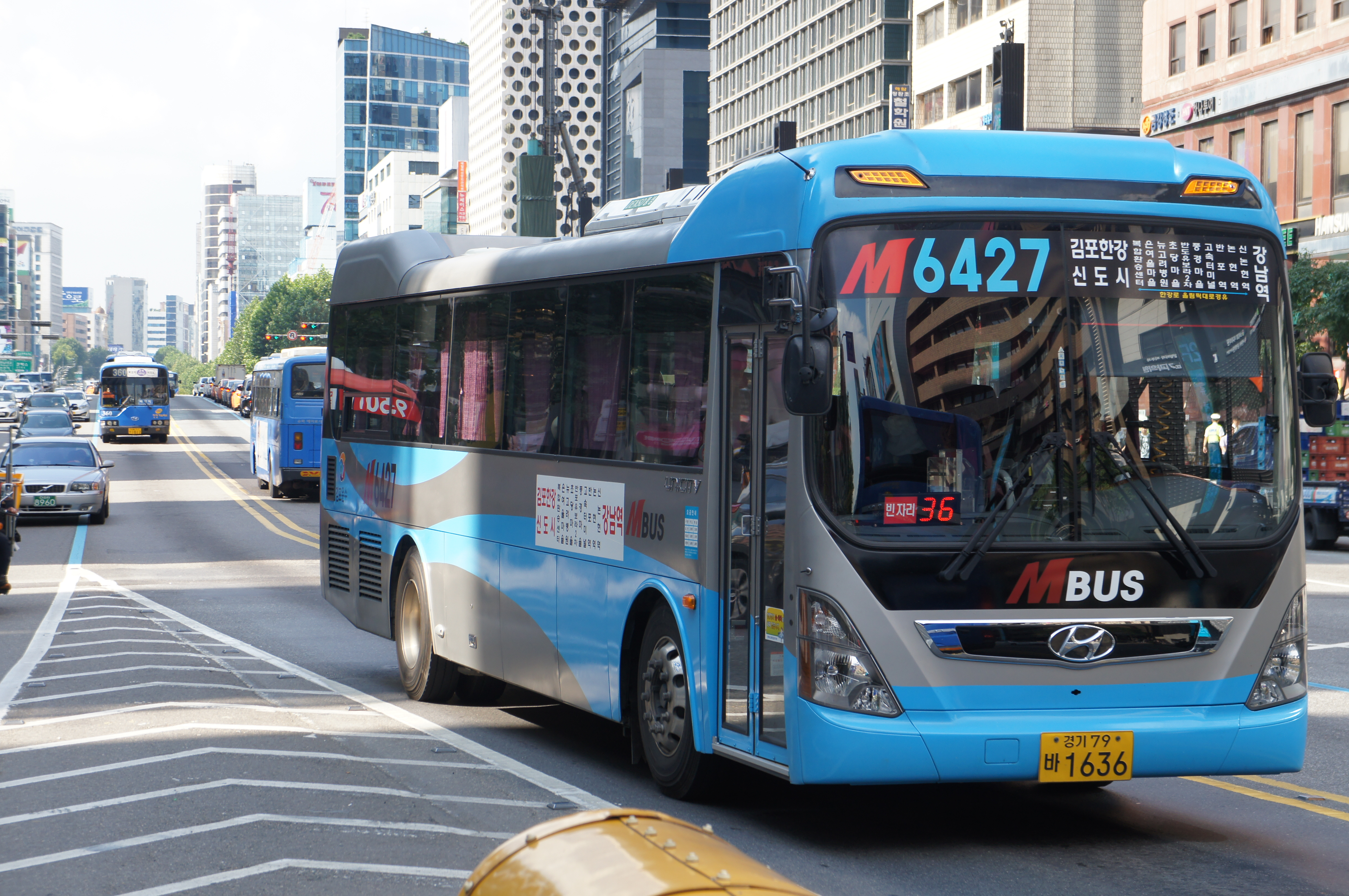
김포운수 소속 M6427번
경원여객 소속 M6410번
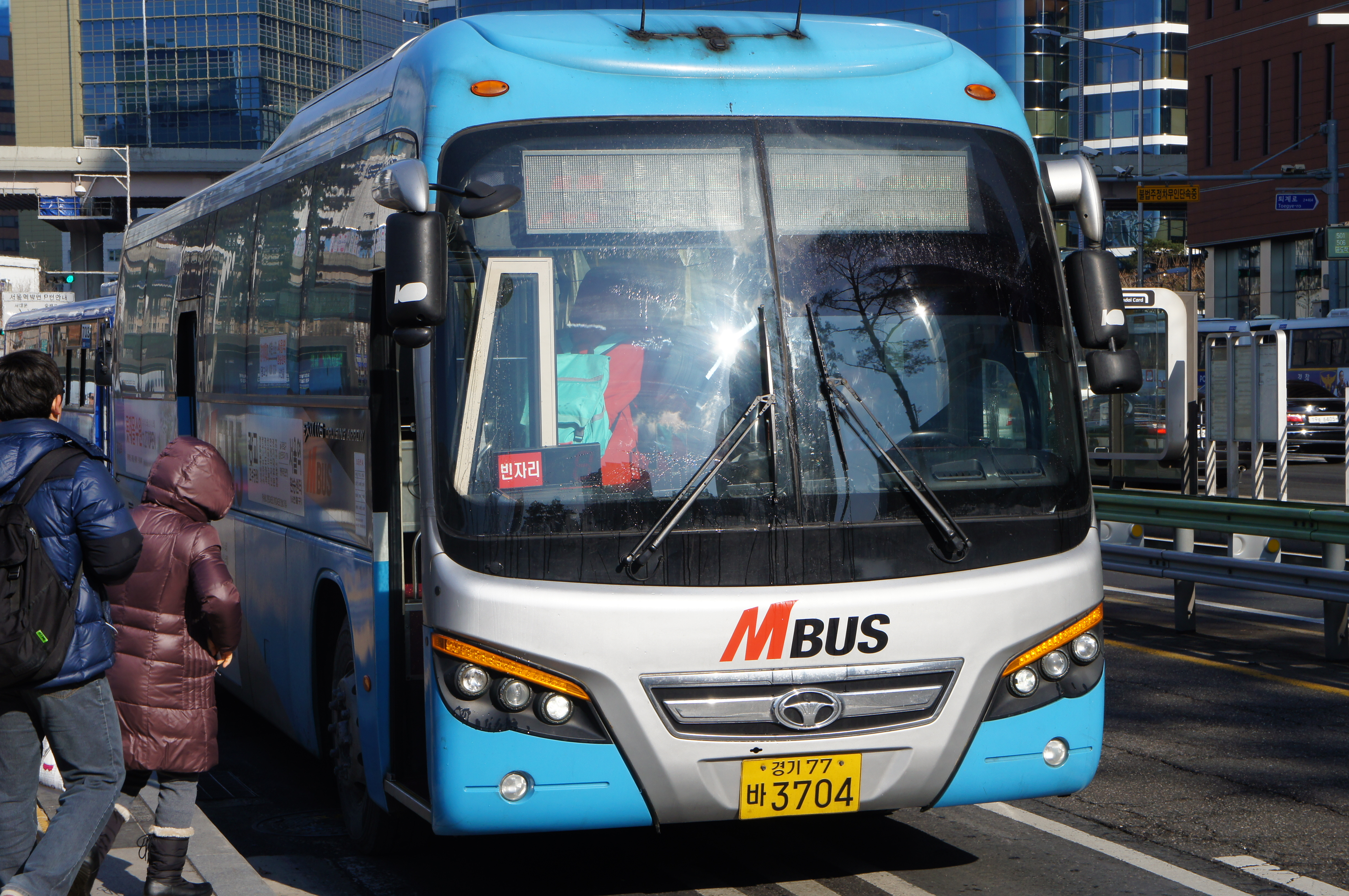
경기고속 소속 M5115번
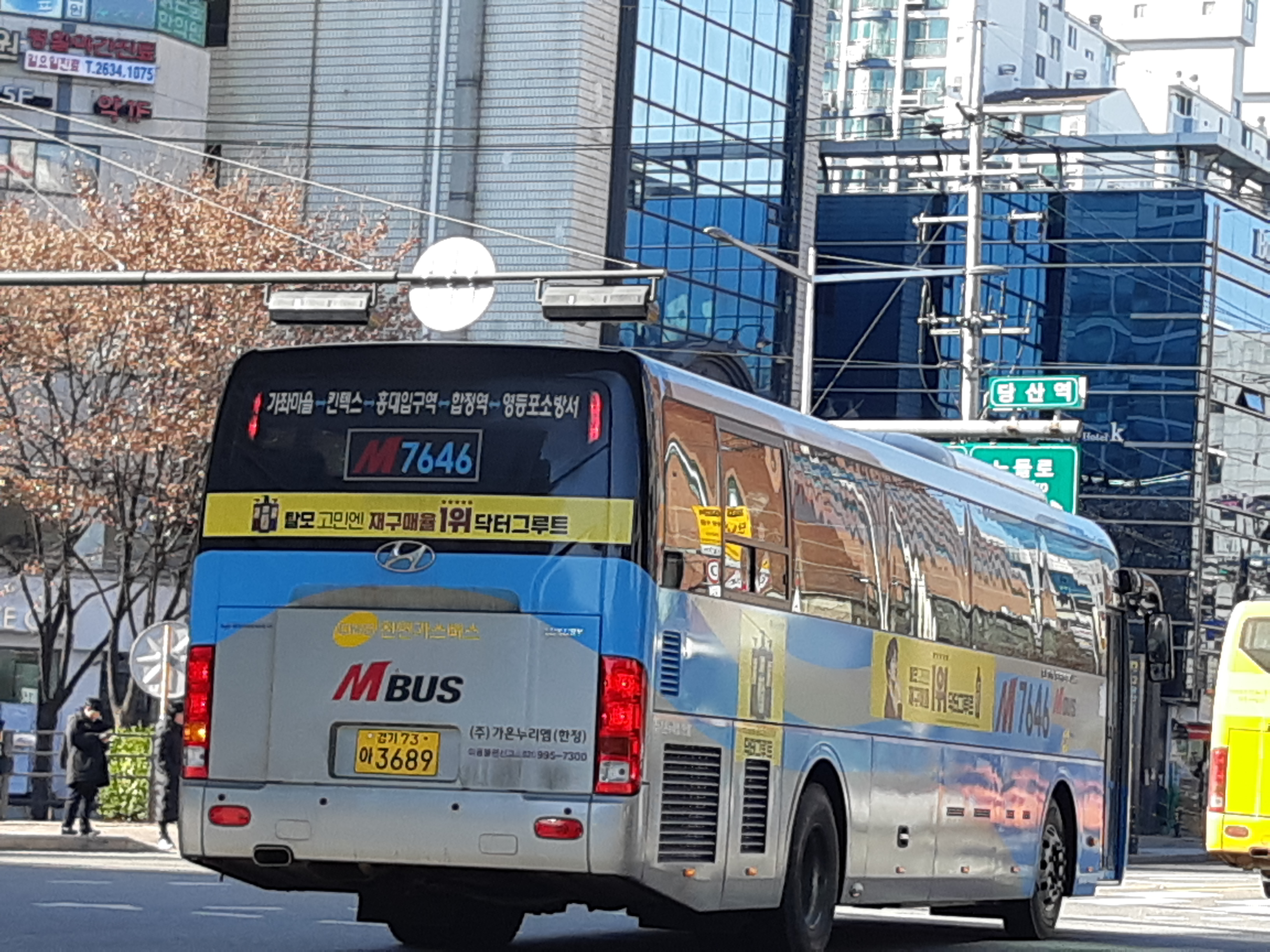
가온누리엠 소속 M7646번
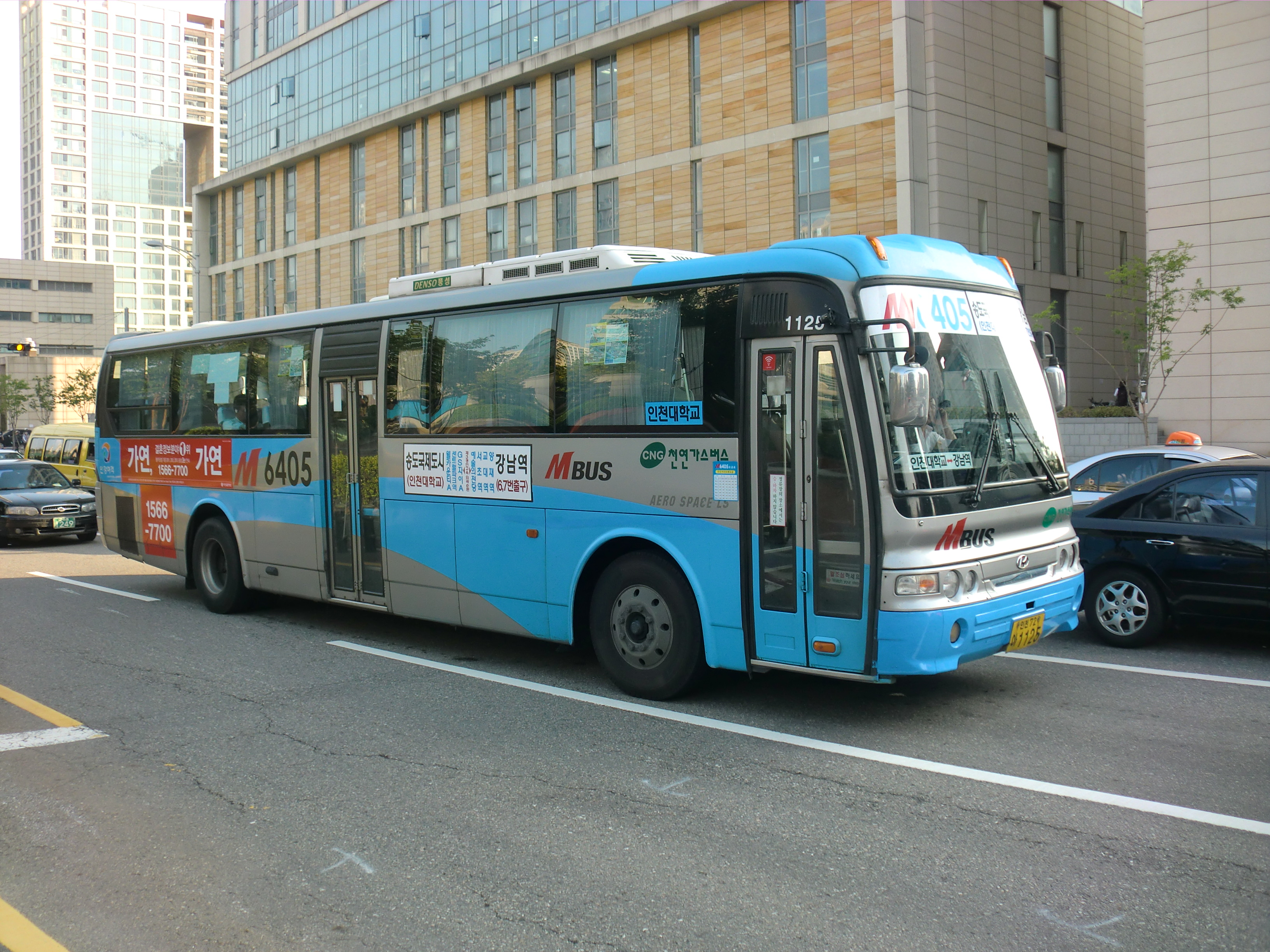
인강여객 소속 M6405번
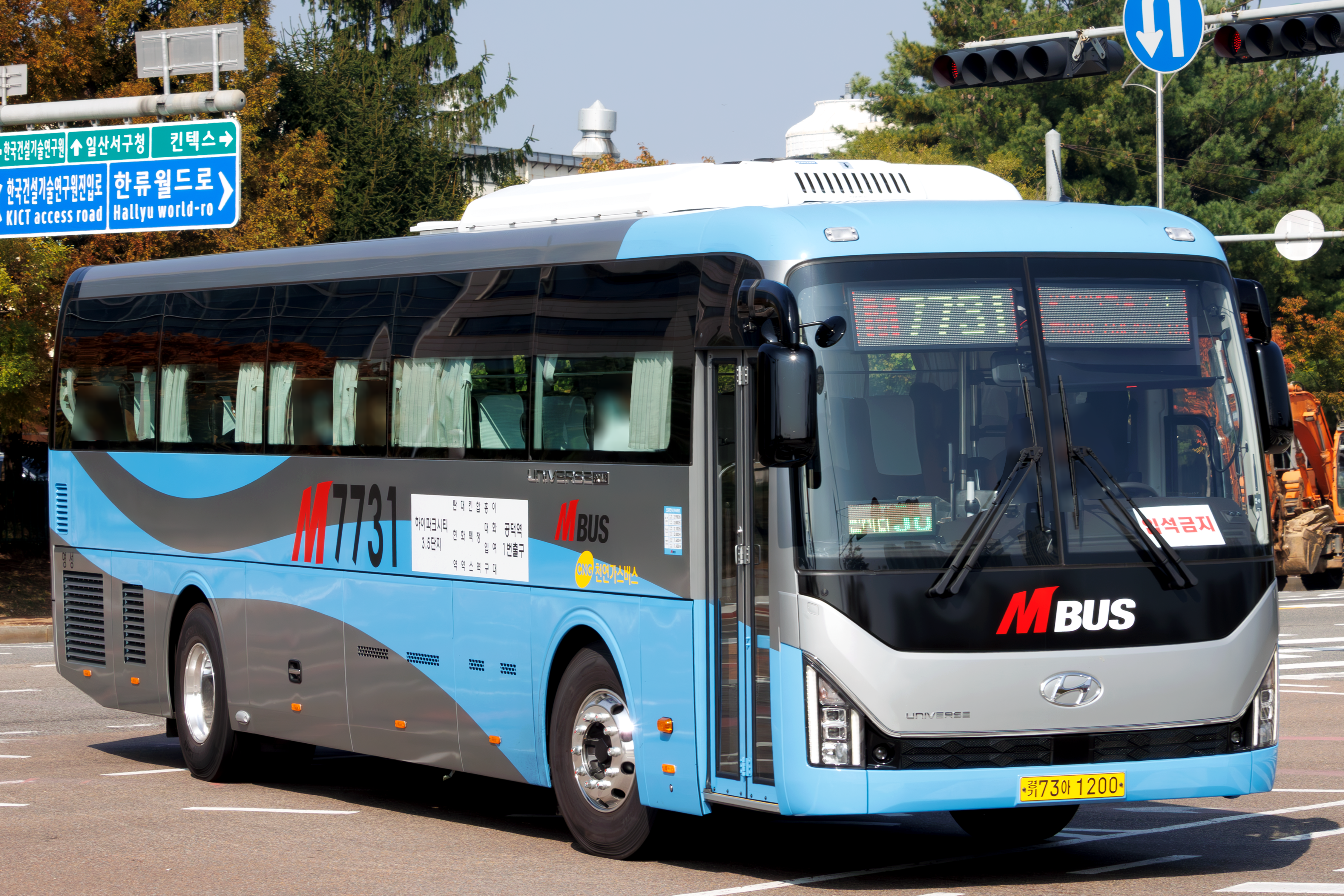
명성 소속 M7731번

## 주해
1. ↑  예외적으로는 M6410번은 일부 인천광역시의 시내버스 업체들의 반발로 인해 인천광역시 광역버스 운임을 징수하였다.
2. ↑  단일승차시 최대 700원까지 부과
3. ↑  M6405의 일부차량, M7129, M4130의 전차량은 디젤차량이다.
4. ↑  M7731의 좌석 수는 44석, M5333의 좌석 수는 37석, M5532의 좌석 수는 41석이다.
5. ↑  인강여객의 M6405, 김포운수의 M6117, 경원여객의 M6410 등 인천광역시 기점 노선에서 흔하다.
6. ↑  평일 출근시간대에 한성아파트 출발 차량이 존재한다.
7. ↑  동성교통이 낙찰받았으나 인건비의 문제로 낙찰을 포기하였으며, 2009년 10월 17일 재입찰로 경기고속이 선정되어 운행하고 있다.
8. ↑  평일 출근시간대에 이매촌한신아파트 출발 차량이 존재한다.
9. ↑  인천선진교통이 낙찰받았으나 인강여객을 거쳐 신동아교통에서 양도받아 운행하고 있다.
10. ↑  B노선은 2011년 1월 31일부터 9201번 광역버스로 운행 중이다.
11. ↑  신성교통 서울법인이 낙찰받았으나 신성운수에 양도받았다. 2014년 11월 가온누리엠에 매각했다.
12. ↑  광교 차고지 이전에는 경기대 차고지였다.
13. ↑  본래 신성교통 서울법인에서 운행하던 노선이었으나 경기도로 이관되었다.
14. ↑  2018년 4월 말에 굿모닝 급행버스 G1300번으로 개통되었다.
15. ↑  시계외 30km까지만 운행할 수 있다.
16. ↑  실제 기점은 안산시 단원구 고잔1동의 자유센터이다.
17. ↑  현재는 9901번 광역버스로 형간 전환하면서 노선이 변경되었으며 현재 최종 폐선되었다.
18. ↑  개통 당시 기준으로 경기도 직행좌석버스는 성인 기준 현금 1800원 카드 1700원인 반면 인천광역시의 광역버스는 성인 기준 현금 2500원, 카드 2200원이였다.
19. ↑  9900번의 번호 변경 형식을 취하며 서울 신성교통에서 운행할 예정이였다.
20. ↑  일산엠버스의 한정면허가 만료되어 선진버스에 양도되었다.
21. ↑  삼화고속 시외버스 9502번의 형간 전환